# 学びの聖堂
座標: 北緯40度26分39秒 西経79度57分11秒 / 北緯40.44417度 西経79.95306度

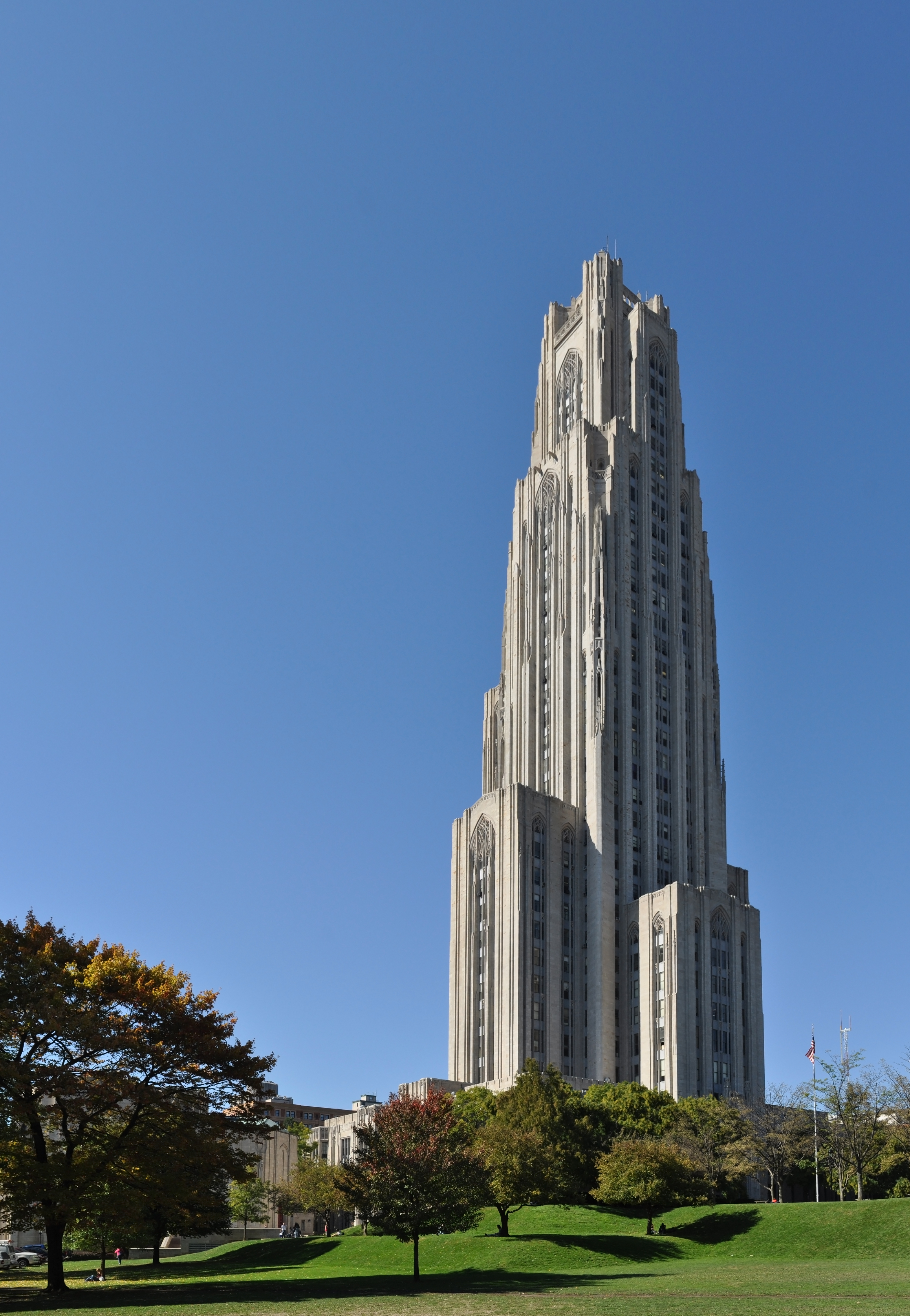
学びの聖堂

学びの聖堂（まなびのせいどう、Cathedral of Learning）は、アメリカ合衆国ペンシルベニア州ピッツバーグ市東部、オークランド地区にキャンパスを置くピッツバーグ大学のメインの校舎。同学の哲学科、科学哲学・科学史学科、英語学科、宗教学科、社会福祉学科が本部を置いている。
学びの聖堂は42階建て、高さは163mで、大学の建物としては全米で最も高く、世界的に見ても教育テレビの建物の高さでは世界5位の高さを誇る。学びの聖堂には2,000室以上の部屋が設置されているが、正面玄関から4階分の高さを有するコモンズ・ルームと、1階および3階に設けられている、各国の建築様式に沿った27部屋のナショナリティ・ルームは特に著名である。このゴシック・リバイバル建築様式の校舎は学内やオークランド地区におけるランドマークとして、大学の写真や絵葉書、その他広告に広く使われており、ピッツバーグの観光名所の1つにもなっている。
学びの聖堂は1921年にその建設が計画され、1926年に着工された。この校舎での最初の授業は校舎が完成する前、1931年に行われた。校舎の外観は1934年10月に完成した。校舎が正式に開館したのは1937年であった。鉄骨構造のこの校舎の建材にはインディアナ州南部特産のインディアナ・ライムストーンと呼ばれる高級な石灰岩が使用された。学びの聖堂は1975年に国家歴史登録財に指定された。

## 用途

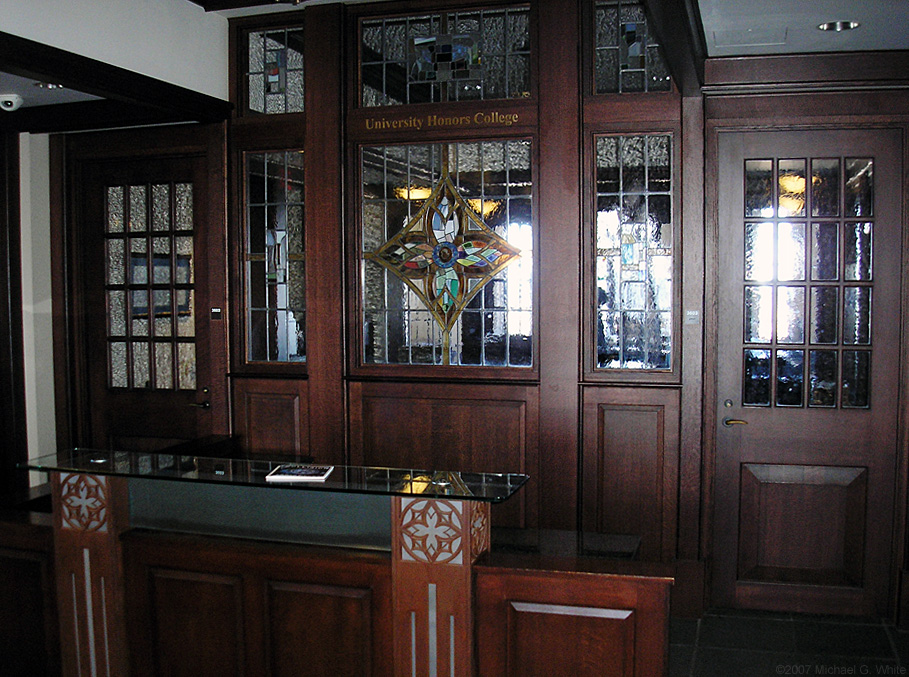
オナーズ・カレッジ

学びの聖堂の内部は専ら教育目的に使われ、各階は劇場、コンピュータラボ、教室、各学部の事務所で概ね占められているが、36階以上の階層では校舎の機械設備が多くの部分を占めている。地下には劇場があり、地上階（1階正面玄関のすぐ下の階）にはコンピュータラボ、教室、およびカテドラル・カフェ（Cathedral Café）というフードコートが設けられている。1階正面玄関を入ったところに設けられている、4階層分吹き抜けのロビーには、主に学習スペースおよびイベント会場として使われているコモンズ・ルームがある。コモンズ・ルームの周りは、27部屋のナショナリティ・ルームを含む教室に囲まれている。1階にはナショナリティ・ルームの土産物屋も置かれている。また、1階には学長室、副学長室、および各管理部署の事務所も置かれている。3階には166人収容の大教室、フリック講堂が置かれている。35階・36階にはピッツバーグ大学の優等生プログラムであるオナーズ・カレッジが置かれている。
37階より上は一般には公開されておらず、立ち入りにあたっては、この建築物の技術担当者など、大学側から権限を与えられた者だけが保有している特別な鍵が必要となる。40階にはバブコック・ルームという会議室が設けられており、会議、セミナー、イベントに使用される。41階には無線の発信装置やエレベーターの機械室が設けられている。学びの聖堂の最上部には、連邦航空局の定めるところに従って航空障害灯が設置されている。この航空障害灯は、ピッツバーグ大学のスクールカラーである青色と金色の光を一定間隔で入れ替えて灯すようになっている。

## 歴史

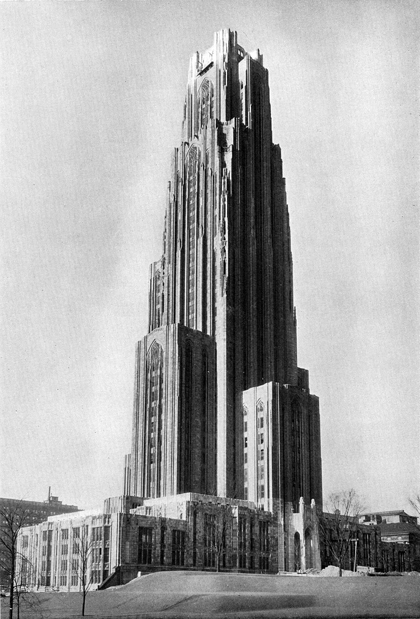
学びの聖堂（1935年）

1921年、ピッツバーグ大学の第10代学長に就任したジョン・ギャバート・ボーマンがピッツバーグにやってきたとき、同学はオーストリア系アメリカ人建築家ヘンリー・ホーンボステルによる建設計画の下に校舎の建設を進めていた最中で、第一次世界大戦時に建てられた臨時の木造校舎も残っていた。そのとき、ボーマンはピッツバーグにおける教育の劇的な象徴となること、およびその当時の、また将来的なニーズを満たし得るだけのスペースを確保し、過密状態を軽減することを狙って、後に「学びの聖堂」と呼ばれることになる高層の庁舎を思い描いた。ボーマンはその理由について、次のように述べている。

The building was to be more than a schoolhouse; it was to be a symbol of the life that Pittsburgh through the years had wanted to live. It was to make visible something of the spirit that was in the hearts of pioneers as, long ago, they sat in their log cabins and thought by candlelight of the great city that would sometime spread out beyond their three rivers and that even they were starting to build.

（訳）この建物はただの校舎ではない。この建物は、ピッツバーグがこの世にある限り、その象徴となるものである。この建物は、かつて開拓者が丸太小屋の中で座って、やがて3本の川の向こう側まで広がる、また彼らが建設し始めさえした立派な都市を、ろうそくの灯火の傍らで思い描いたように、開拓者の精神に内在する何かを見えるようにするものとなる。

この校舎を建てるのに適した土地を探している最中、ボーマンの目はフリック・エーカーズと名付けられた14エーカー（約57,000m²）の土地に向けられた。1921年11月、メロン家の援助を受けて大学はその土地を購入し、大学の正規の校舎をそこに建てる計画を立て始めた。校舎の設計には、当時ゴシック建築においては最先端を行っていたフィラデルフィアの建築家、チャールズ・クローダーが起用された。2年の月日を費やして出されたこの校舎の最終設計案は、近代的な超高層建築物にゴシック建築の伝統を織り交ぜたものとなった。しかし、この案で設計された建物は当時のピッツバーグにはまだ高すぎると考えた地域住民や一部の大学関係者は、この設計案に強い抵抗を示した。
学びの聖堂の建設費用は企業、個人、アメリカ合衆国外の政府などからの寄付を含め、様々な形で調達された。1925年、ボーマンは費用調達と同時に住民の関心を高めるため、キャンペーンを行った。その中でもとりわけ重要な位置を占めていたのは、市内の子供たちを対象としたBuy a Brick for Pitt（ピッツバーグ大学のためにレンガを買おう）というタイトルの付されたものであった。これは、市内の学校に通う児童・生徒が1人1枚の10セント硬貨、およびその10セントをどうやって手に入れたかを記した手紙を大学に送り、それに対して大学は子供たちにレンガ証書を返送するというものであった。このキャンペーンには97,000人の子供たちが参加した。
1926年に建設が始まった時点では、学びの聖堂はピッツバーグ市内で最も高い建築物になる予定であった。しかし、1930年に建設が始まった44階建て、高さ177mのガルフ・タワーが1932年、学びの聖堂よりも先に完成したため、1937年に正式に開館した学びの聖堂がピッツバーグで最も高い建築物になることはなかった。開館当時は、学びの聖堂は大学の建物としては世界一の高さであったが、その後1953年にモスクワ大学のメイン・ビルディング（36階建て、高さ240m）が開館し、世界一の座を譲った。

## コモンズ・ルーム

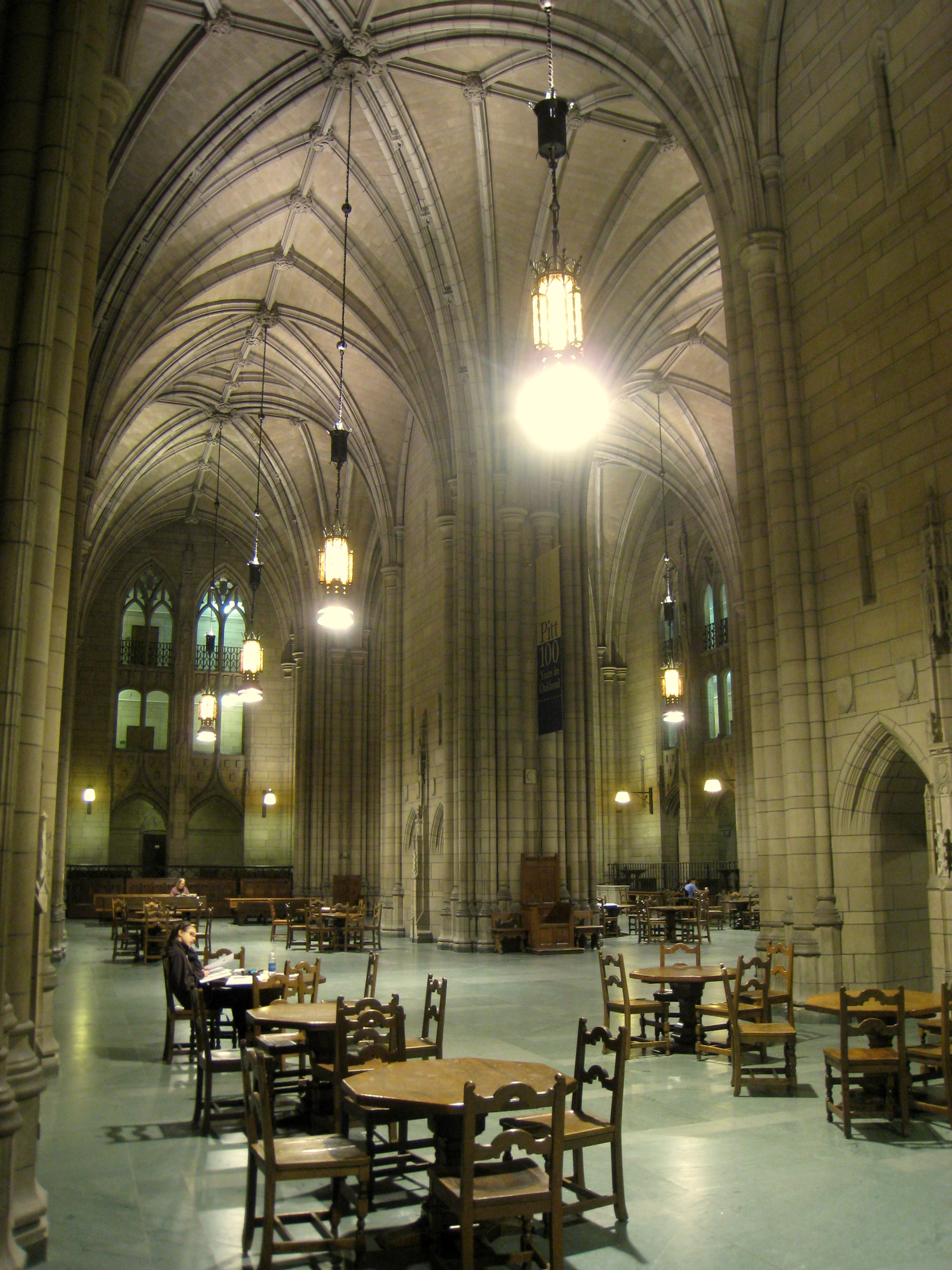
コモンズ・ルーム

1階の主となる部分は床面積2,000m²、天井までの高さ16m、4階層分の吹き抜けとなっているゴシック様式の回廊、コモンズ・ルームである。回廊のアーチはには鉄骨は使われておらず、それぞれのアーチが重さ約5tの柱で支えられている。壁にはインディアナ・ライムストーンが、また床にはバーモント州産のスレートが使われている。
この回廊はアンドリュー・メロンが寄贈したものである。クローダーは最初、建設費用の高騰を理由にこの建築構造を取り入れることには反対したが、ボーマンは「インチキをしては立派な大学は造れない」と言って、建築の完璧さを追求した。ペンシルベニア州の植生を現した石材の加工はジョセフ・ギャットーニの手によるものであった。エレベーターへと通ずる門など、この回廊内の錬鉄加工品はジョージ・ハバード・クラップが寄贈し、鍛冶屋サミュエル・イェリンが制作したものであった。門には、イギリスの詩人ロバート・ブリッジズによる無題の詩から以下の句が刻まれている。

Here is eternal spring; for you the very stars of heaven are new.

（訳）永遠の泉はここにある。君にとってまさにその天国の星は新しい。

冬季の学期末の間、夜遅くまで勉強する学生に快適で過ごしやすい環境を提供するため、コモンズ･ルームの随所にある暖炉には火が点される。

## ナショナリティ・ルーム
1階と3階には、それぞれの国の建築様式に沿って造られた、27部屋のナショナリティ・ルームと呼ばれる教室が並んでいる。各々のナショナルティ・ルームは、ピッツバーグの発展に影響を及ぼしてきた各国の文化に敬意を表して、合衆国憲法が制定された1787年よりも前の各国の建築様式に則って造られている。
ナショナリティ・ルームは1926年、学びの聖堂の建設にあたってボーマンが地元のコミュニティをできるだけ参画させようとして、その当時のピッツバーグに多く住み着いていた移民が祖先の国の建築様式に則った部屋を校舎内に造れるように提案し、それが形になったものであった。各祖先グループはそれぞれナショナリティ・ルーム委員会を設立し、制作費用の調達、制作場所の獲得、設計、資材確保、制作には全て委員会が責任を負うようにした。一方、大学側は制作場所となる部屋の提供と、制作された後の管理のみを受け持った。いくつかのナショナリティ・ルームはアメリカ合衆国外の政府からの援助を受けて制作された。また、いくつかのナショナリティ・ルームは、当該国で実際に使われている資材や調度品をふんだんに用いて造られた。1938年、最初に造られたナショナリティ・ルームはスコットランド、ロシア、ドイツ、スウェーデンの4部屋であった。新しく造られた教室としては、日本（1999年）、インド（2000年）、ウェールズ（2008年）などの例がある。
1938年から1957年までに造られた、1階にある部屋は制作に3-10年を要し、制作費用は2006年換算で300,000ドル程度であった。それ以後に造られた部屋は概ね500,000ドル以上の費用を投じて制作された。

### ナショナリティ・ルームの一覧
2009年現在、学びの聖堂には以下の27部屋のナショナリティ・ルームが設置されている。また、これらの27部屋に加えて、デンマーク、フィンランド、大韓民国、ラテンアメリカ・カリブ、フィリピン、スイス、タイ王国、トルコの8つのナショナリティ・ルームを制作する計画が立案・検討されている。
| 部屋名                 | 部屋番号 | 完成日         | 時代/建築様式/モチーフ                 |
| ---------------------- | -------- | -------------- | -------------------------------------- |
| アフリカン・ヘリテージ | 330      | 1989年12月17日 | 18世紀のアシャンティ王国の寺院         |
| アルメニア             | 319      | 1988年8月28日  | サナイン修道院                         |
| オーストリア           | 314      | 1996年6月9日   | 17-18世紀のバロック建築                |
| 清                     | 136      | 1939年10月6日  | 清朝時代の紫禁城                       |
| チェコ・スロバキア     | 113      | 1939年3月7日   | プラハ・カレル大学とスロバキアの農家   |
| アーリー・アメリカン   | 328      | 1938年         | 植民地時代のニューイングランドの住居   |
| イングランド           | 144      | 1952年11月21日 | 16世紀のテューダー・ゴシック建築       |
| フランス               | 149      | 1943年1月23日  | 第一帝政時代                           |
| ドイツ                 | 119      | 1938年7月8日   | 16世紀のドイツ・ルネサンス建築         |
| ギリシャ               | 137      | 1941年11月7日  | 紀元前5世紀の古代ギリシア建築          |
| ハンガリー             | 121      | 1939年9月29日  | ハンガリーの民芸・工芸品               |
| インド                 | 327      | 2000年1月9日   | ナーランダ大学                         |
| アイルランド           | 127      | 1957年5月18日  | 6-12世紀のアイリッシュ・ロマネスク建築 |
| イスラエル・ヘリテージ | 337      | 1987年11月1日  | 1世紀のガリラヤの石造住居              |
| イタリア               | 116      | 1949年5月14日  | 15世紀のイタリア・ルネサンス建築       |
| 日本                   | 317      | 1999年7月25日  | 江戸時代の民家                         |
| リトアニア             | 129      | 1940年10月4日  | リトアニアの民芸                       |
| ノルウェー             | 151      | 1948年5月15日  | 18世紀の農家                           |
| ポーランド             | 126      | 1940年2月16日  | 16世紀のポーランド・ルネサンス建築     |
| ルーマニア             | 130      | 1943年5月16日  | 17世紀のビザンティン建築               |
| ロシア                 | 153      | 1938年7月8日   | ビザンティン建築                       |
| スコットランド         | 139      | 1938年7月8日   | 17世紀                                 |
| スウェーデン           | 135      | 1938年7月8日   | 農家                                   |
| シリア・レバノン       | 160      | 1941年6月28日  | 18世紀のダマスカスの商家               |
| ウクライナ             | 341      | 1990年6月17日  | 17-18世紀のウクライナ・バロック建築    |
| ウェールズ             | 342      | 2008年6月1日   | 18世紀の非国教徒の礼拝堂               |
| ユーゴスラビア         | 142      | 1939年3月31日  | クロアチア・スロベニア・セルビアの民芸 |

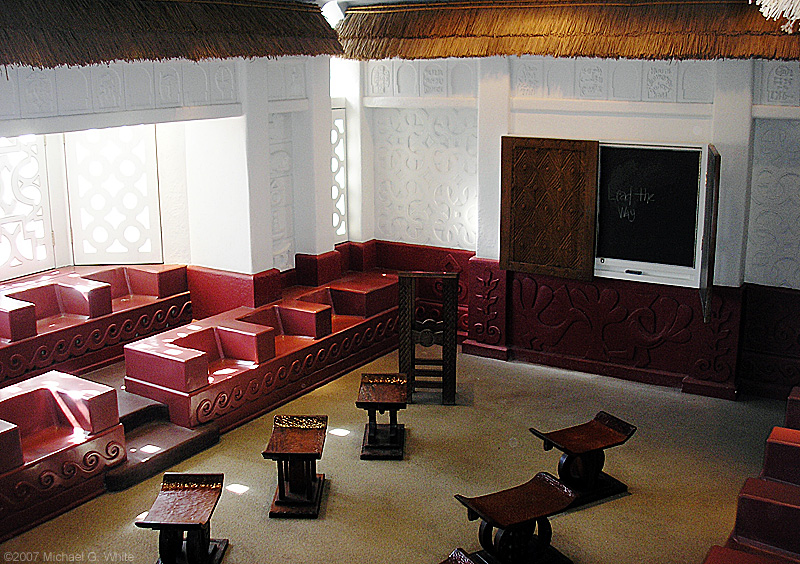
アフリカン・ヘリテージ
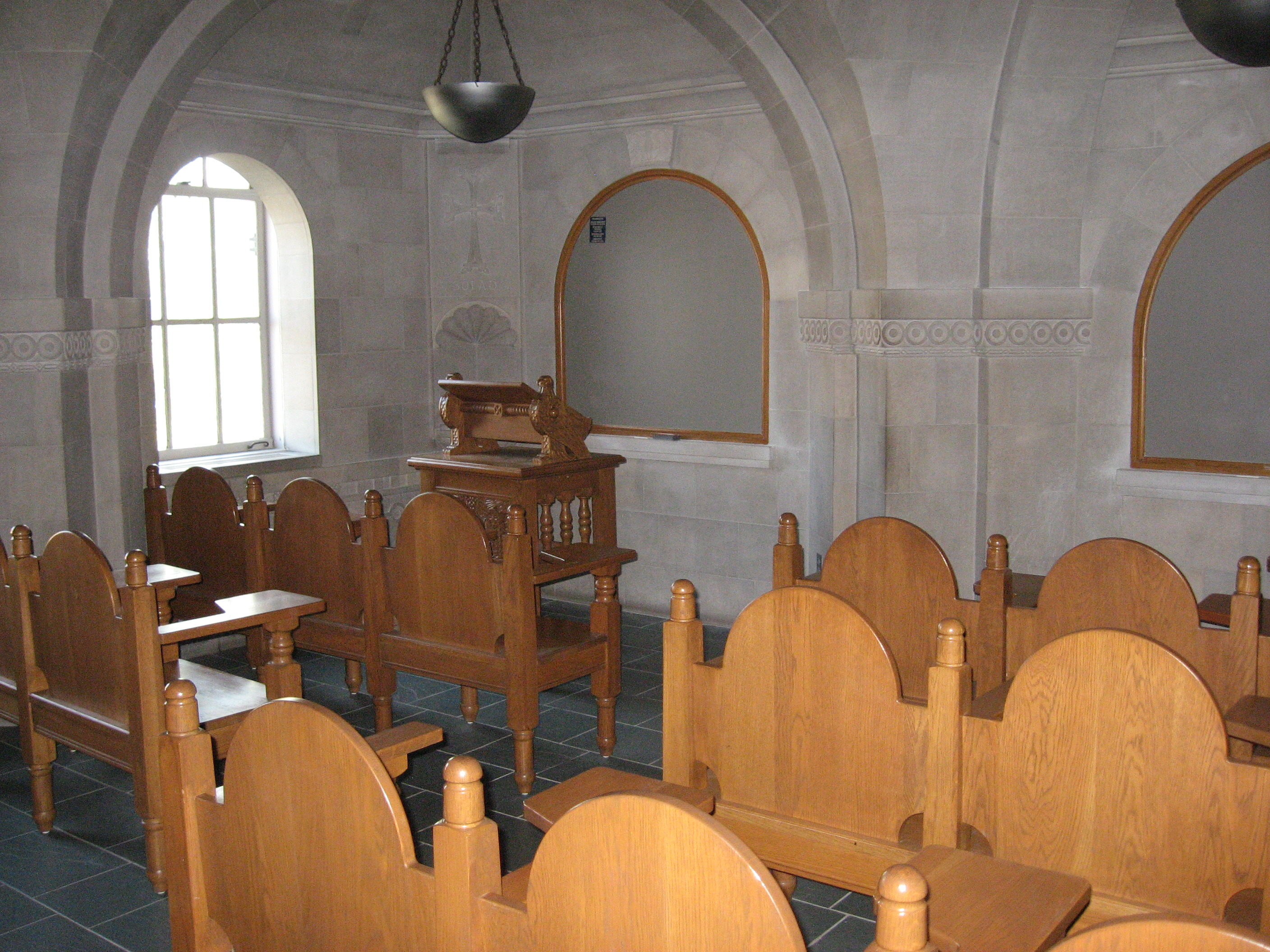
アルメニア
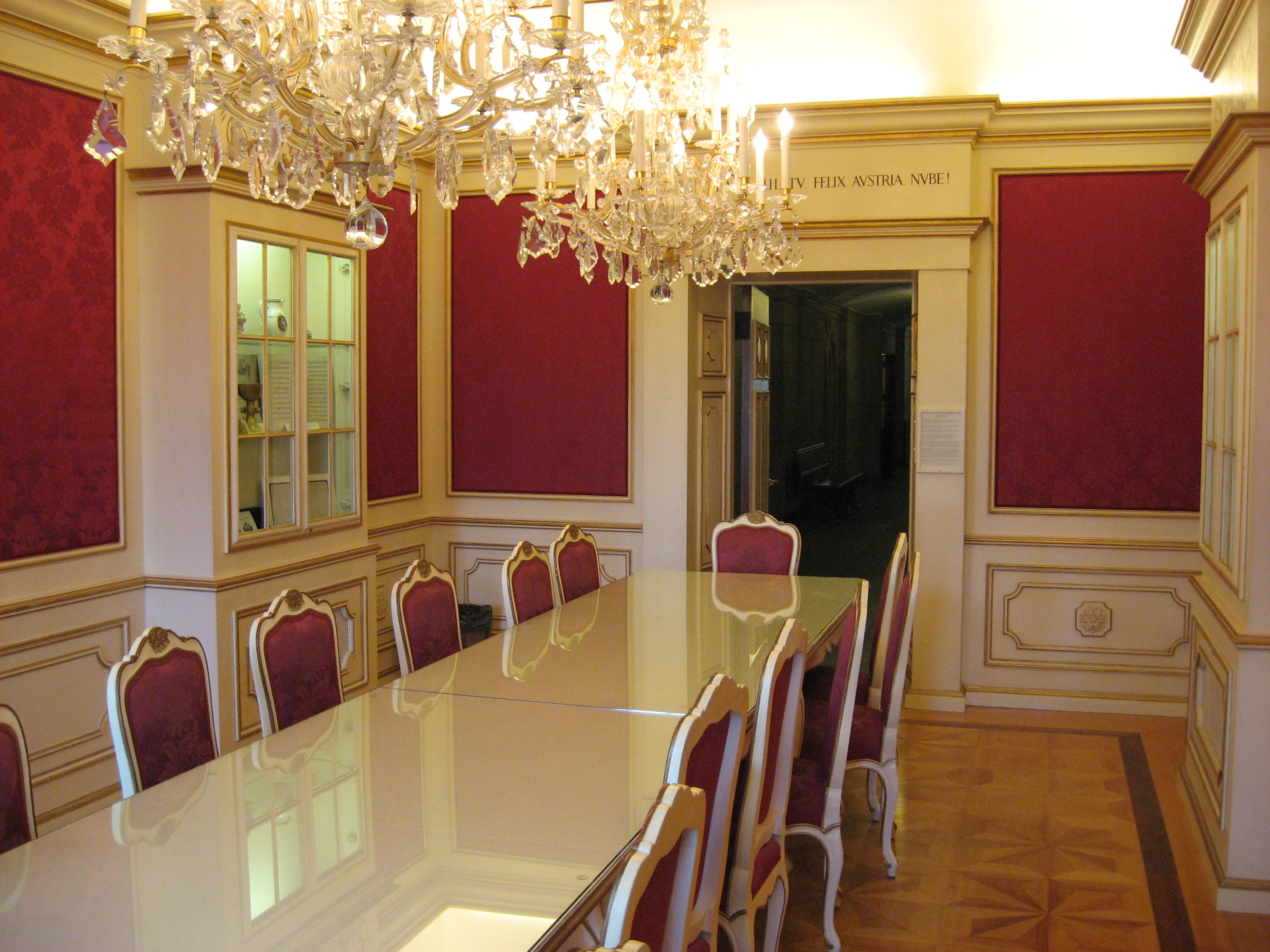
オーストリア
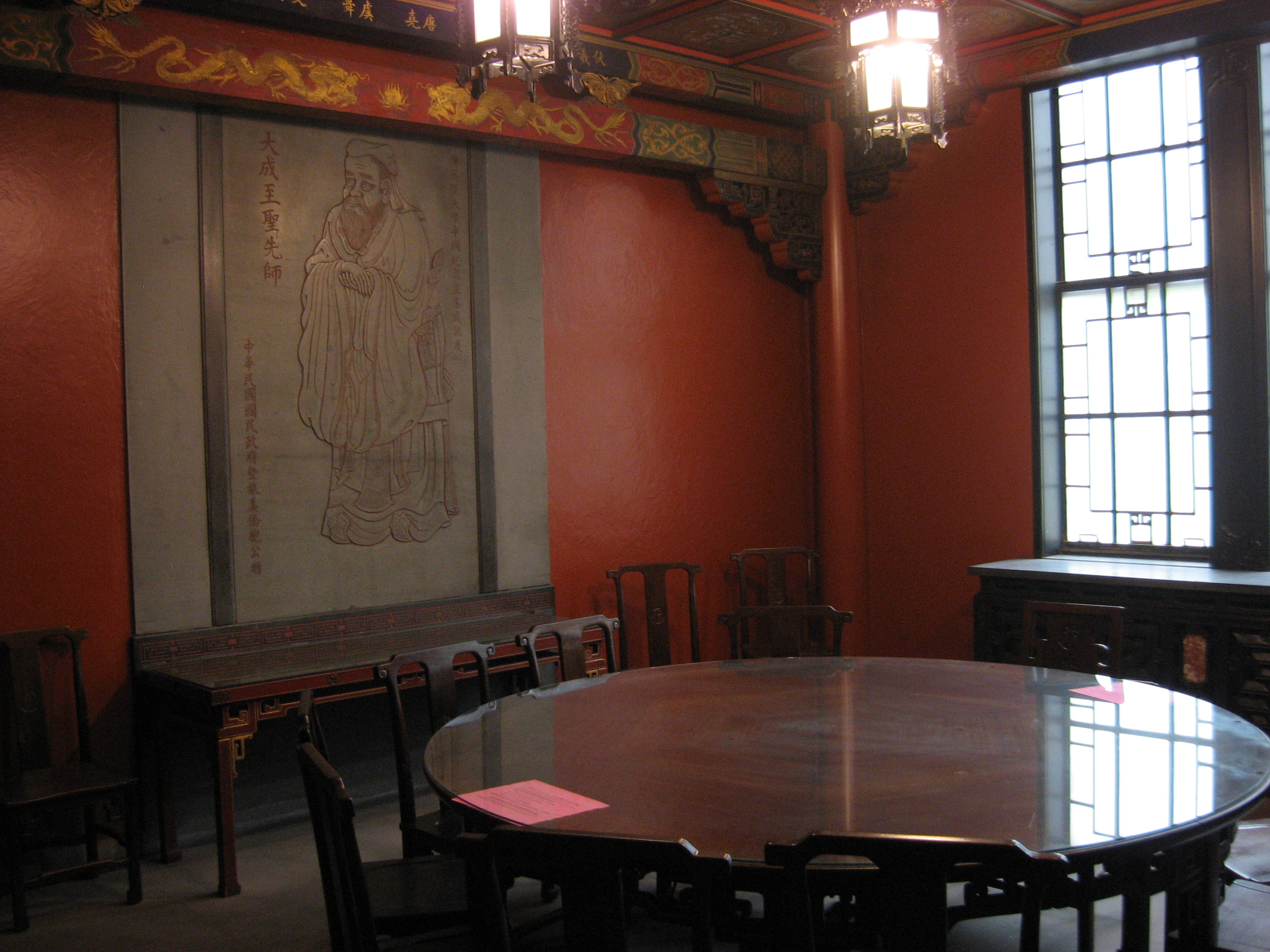
中華人民共和国
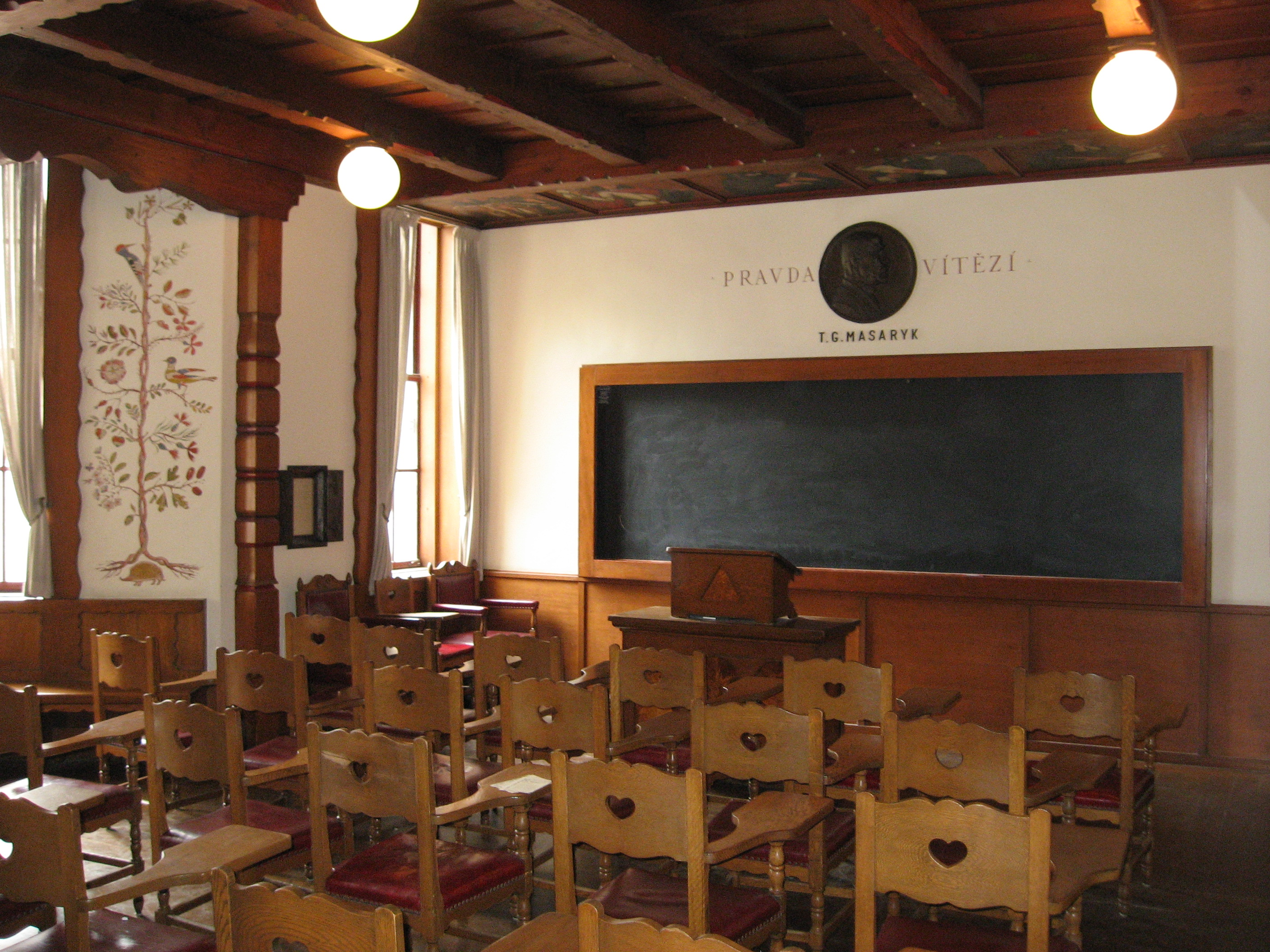
チェコ・スロバキア
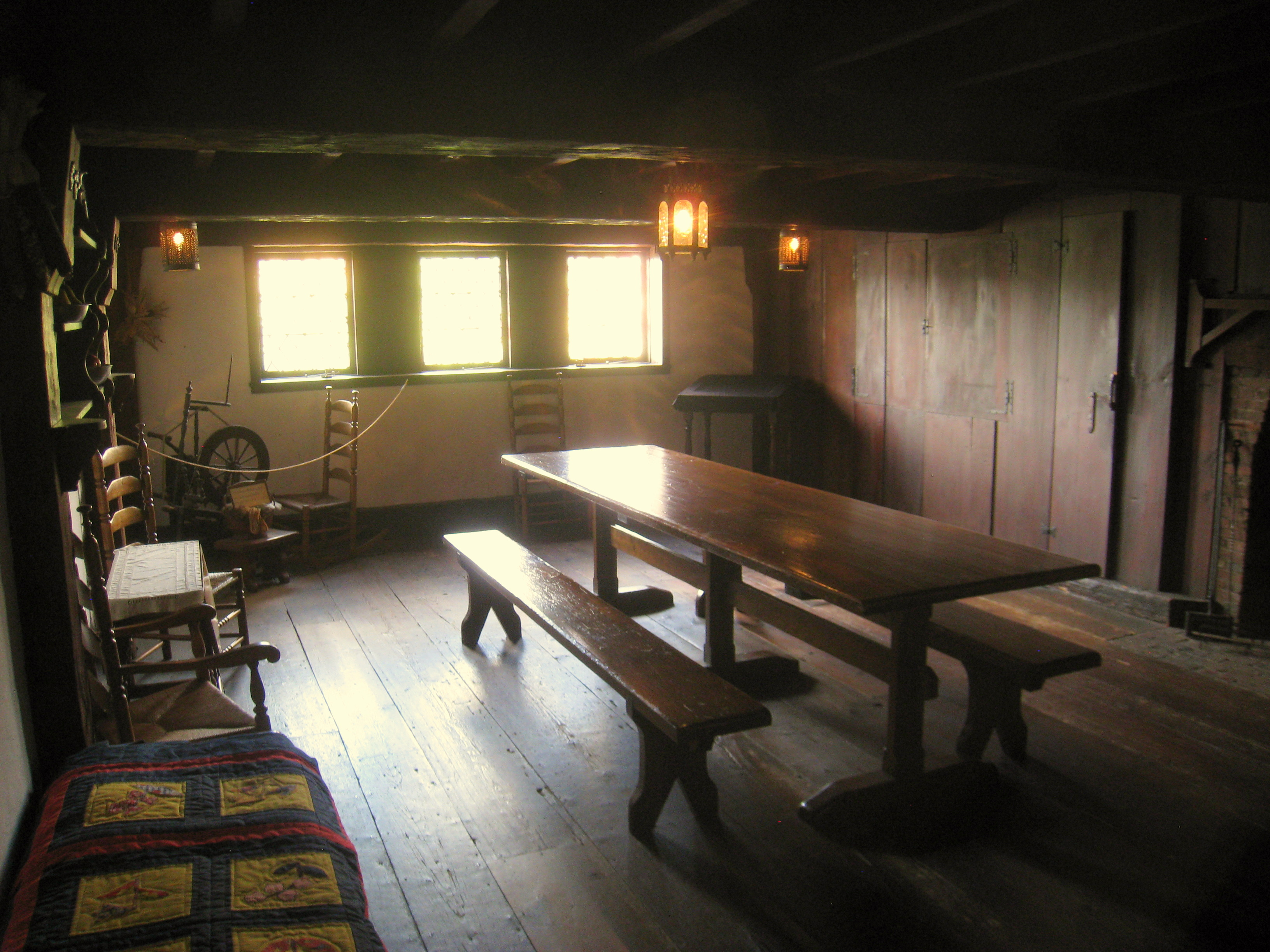
アーリー・アメリカン
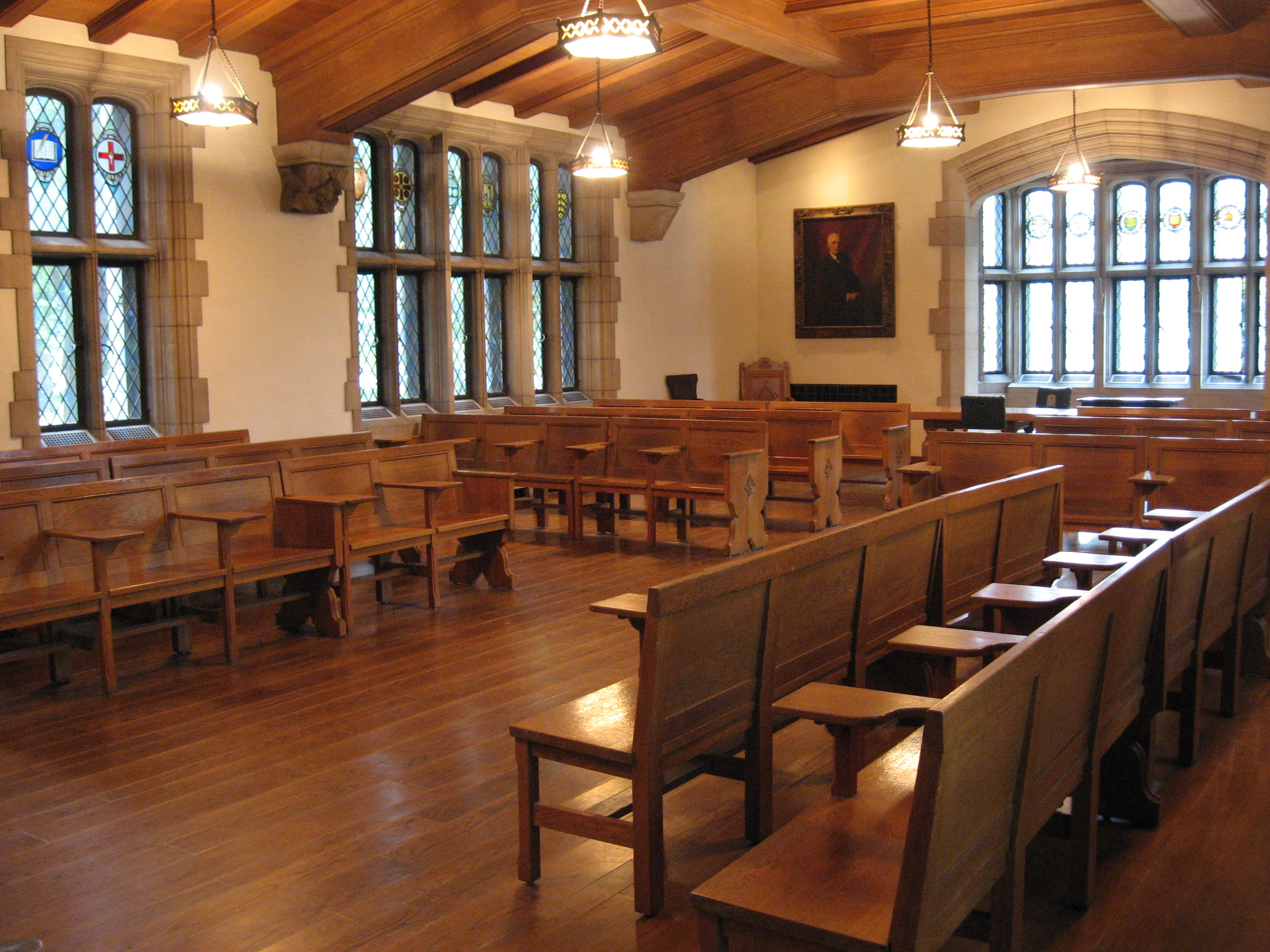
イングランド
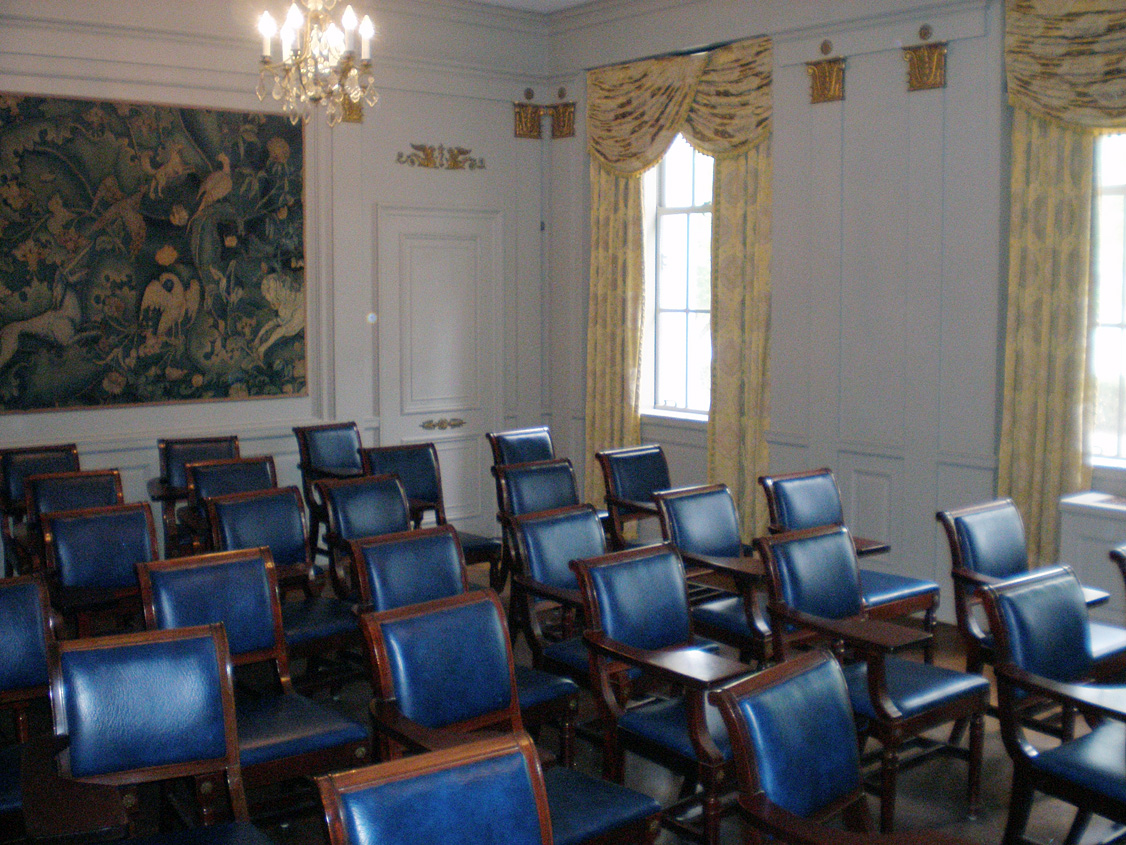
フランス
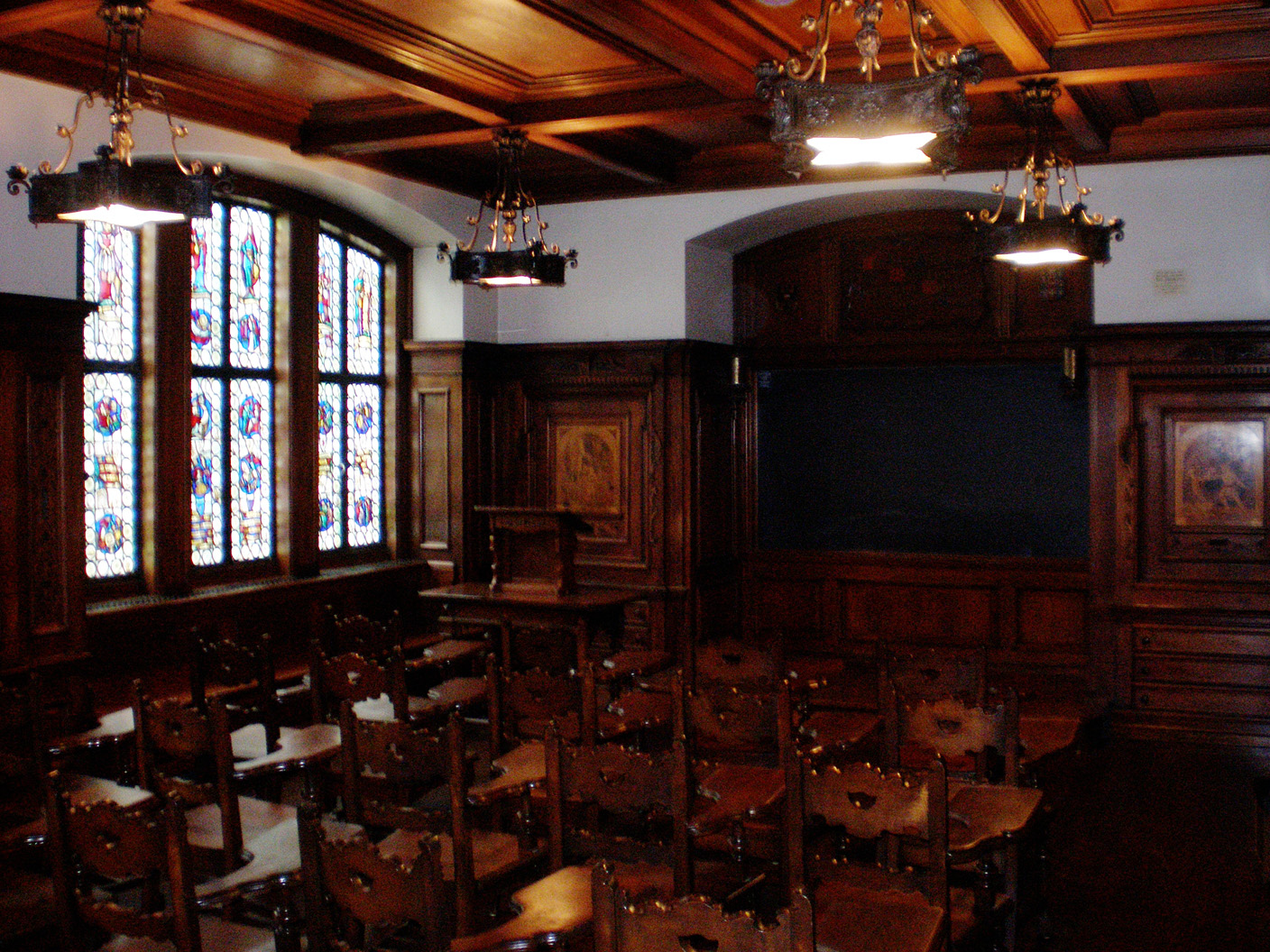
ドイツ
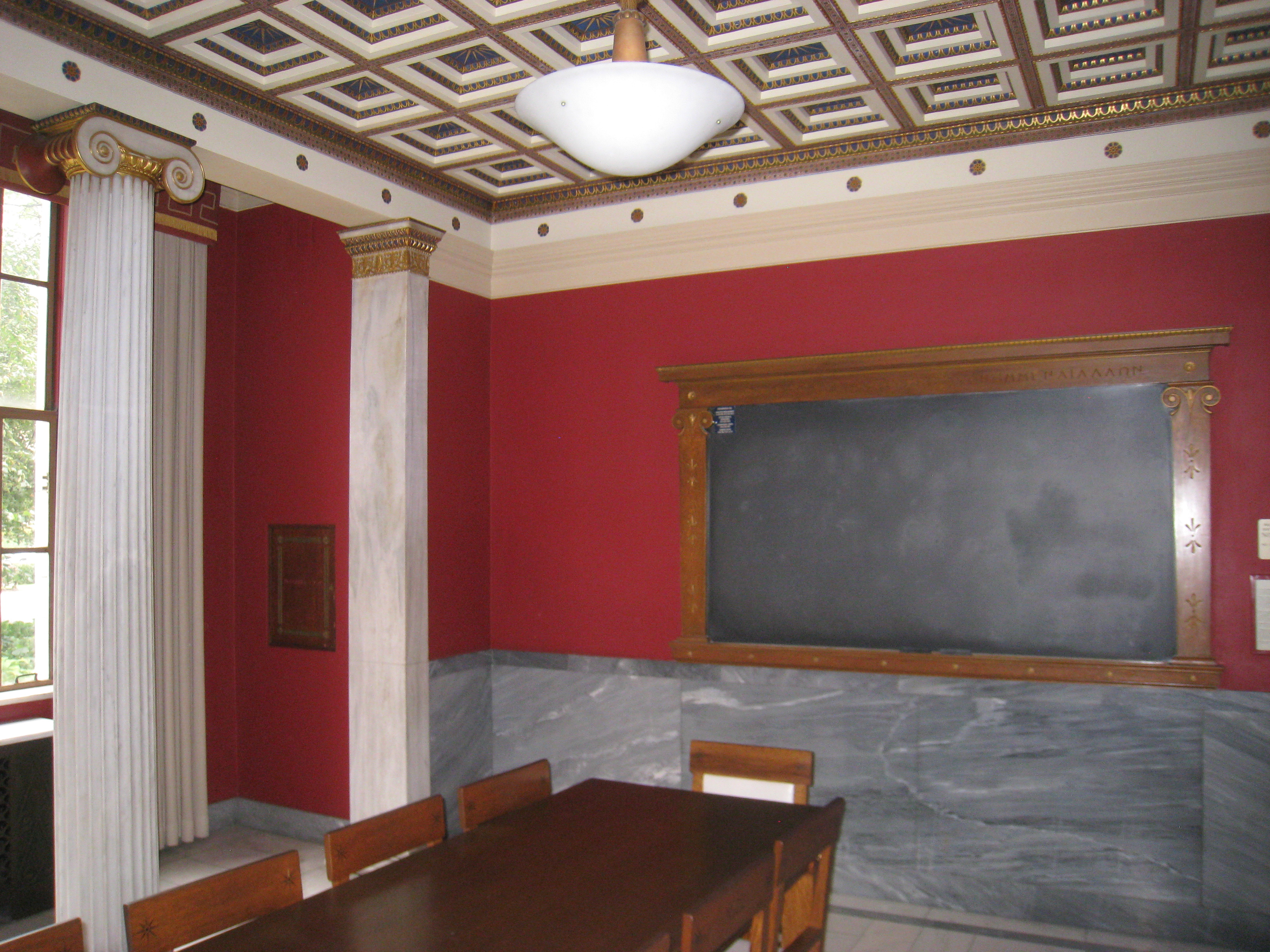
ギリシャ
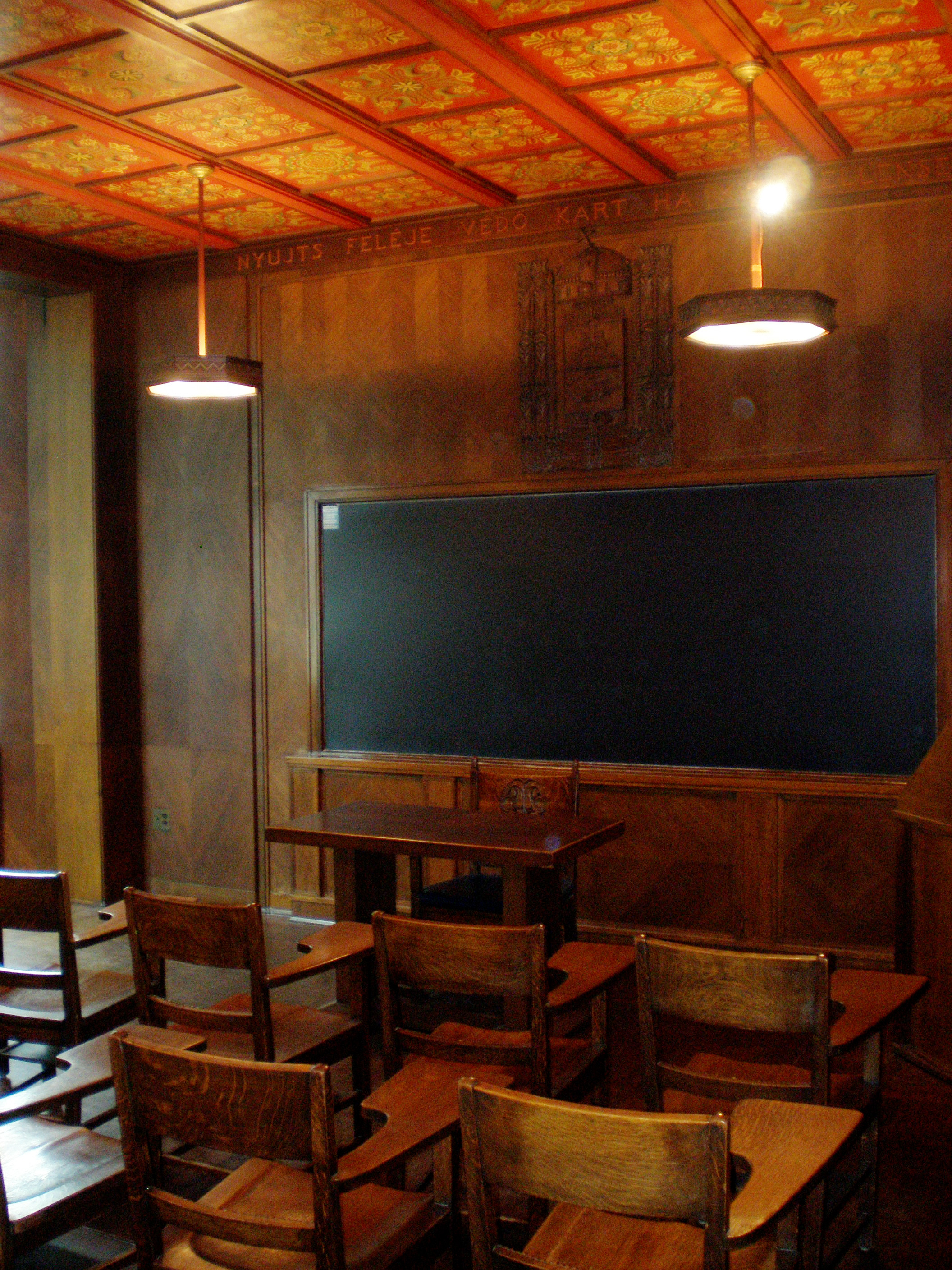
ハンガリー
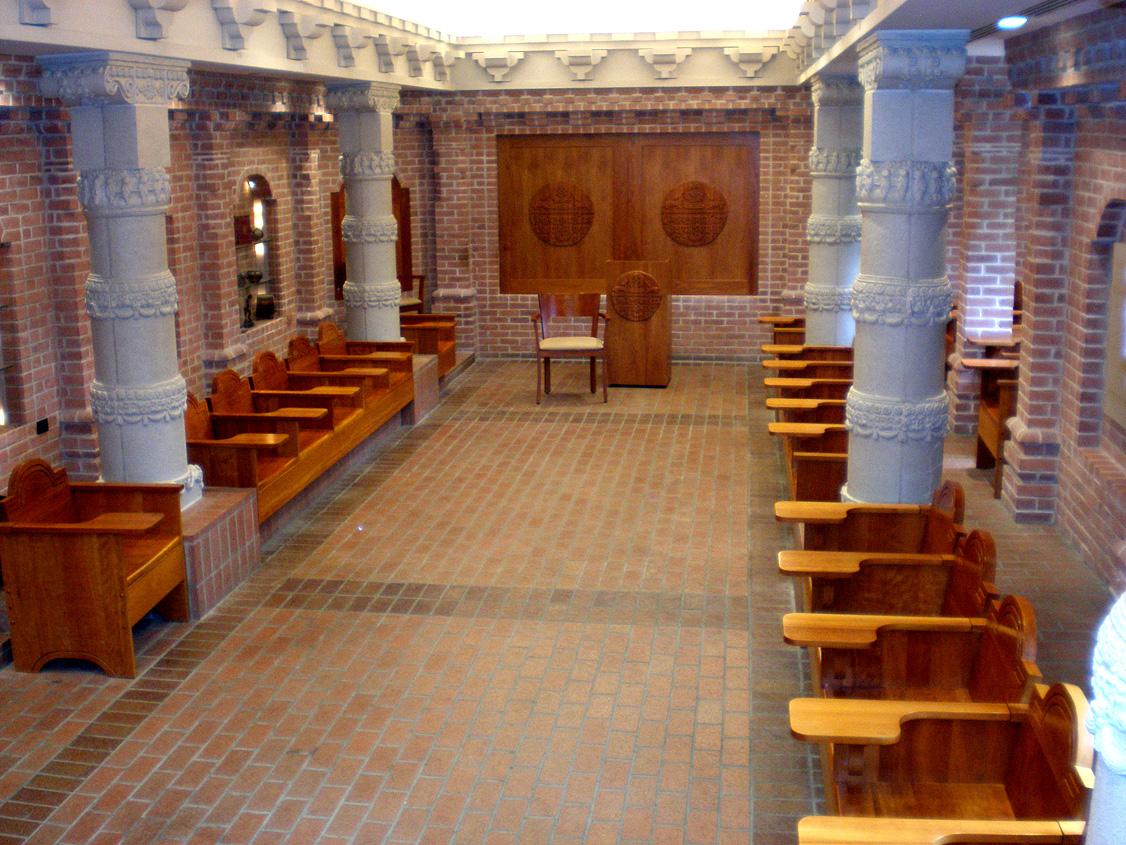
インド
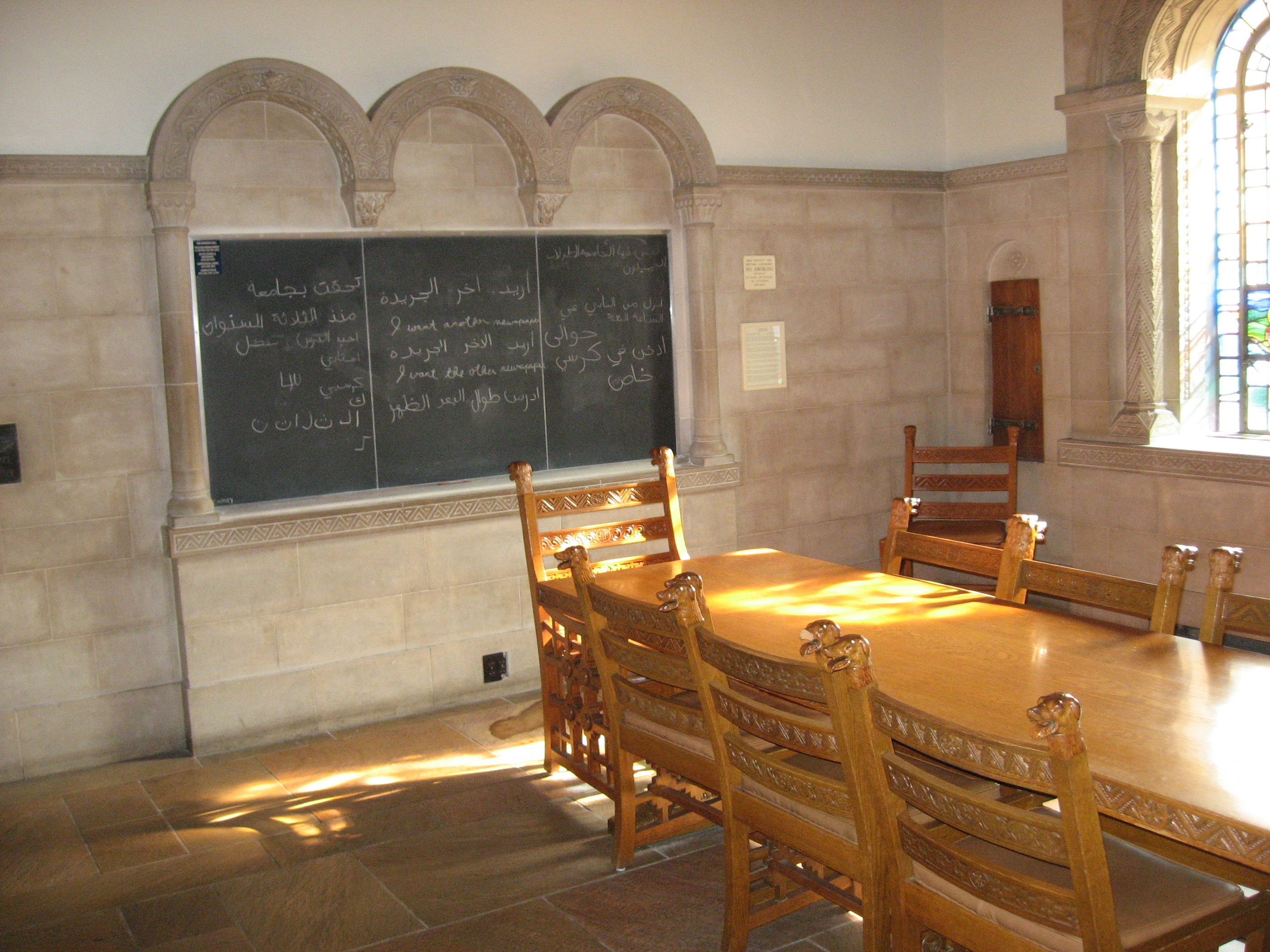
アイルランド
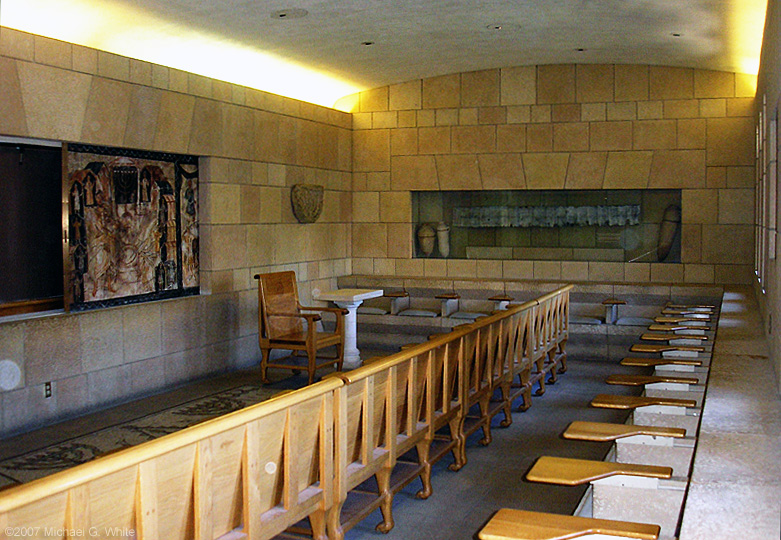
イスラエル・ヘリテージ
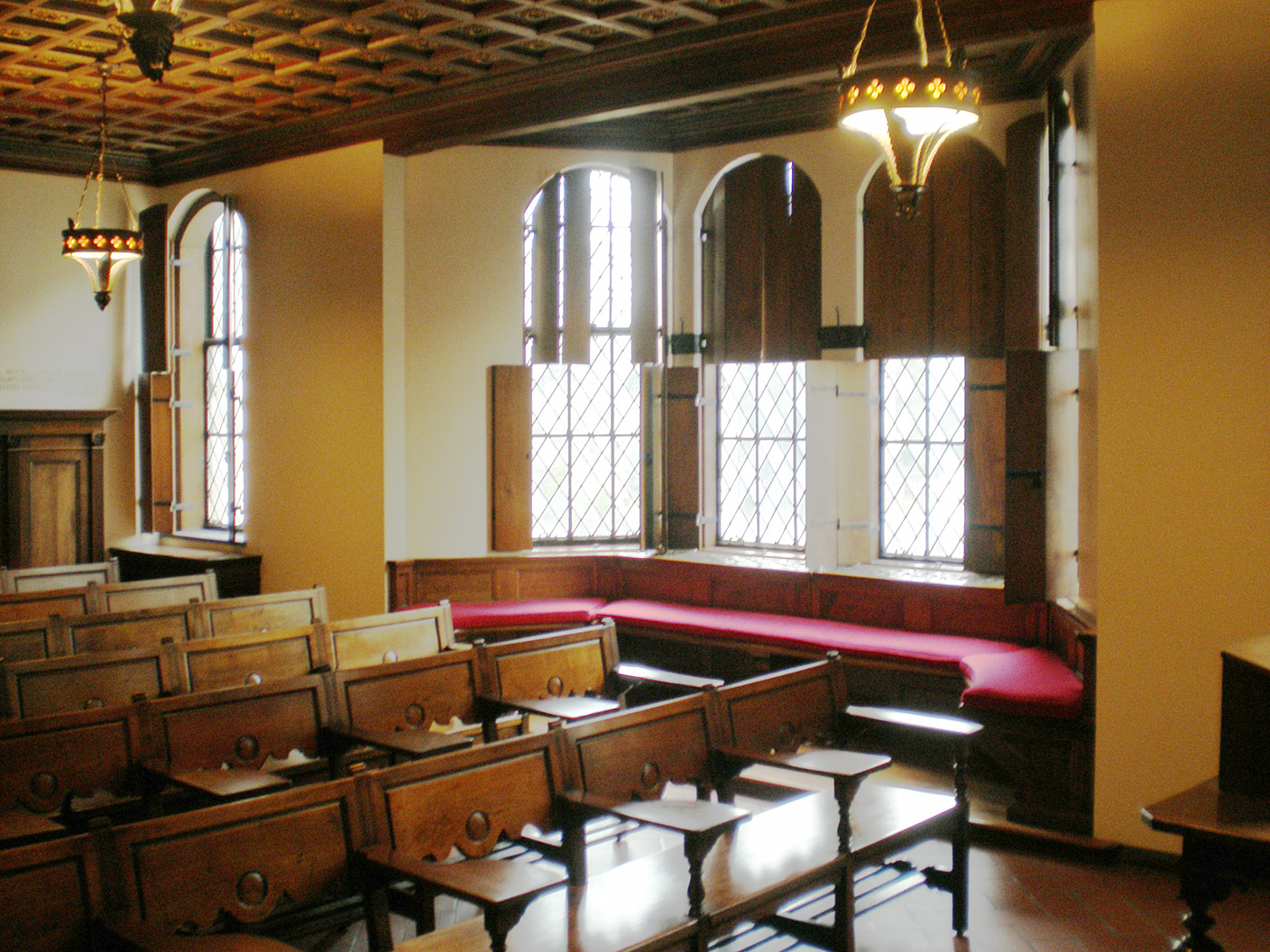
イタリア
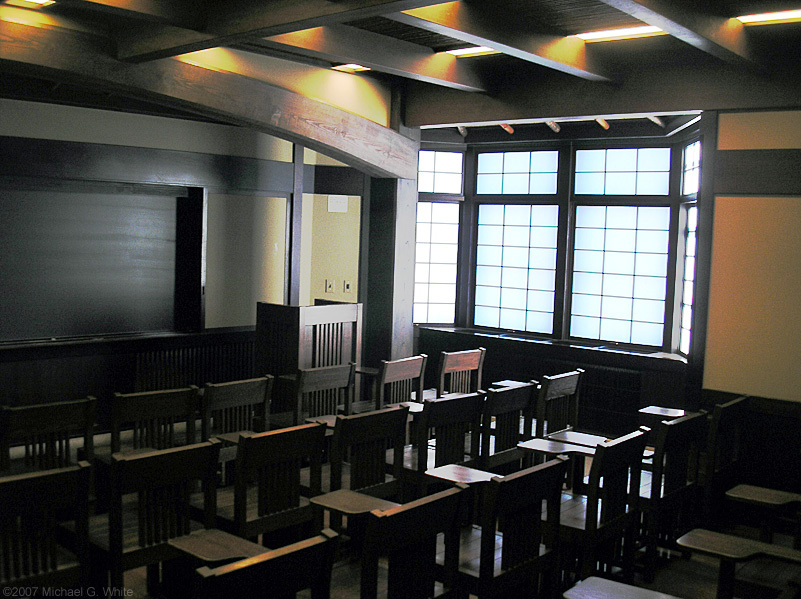
日本
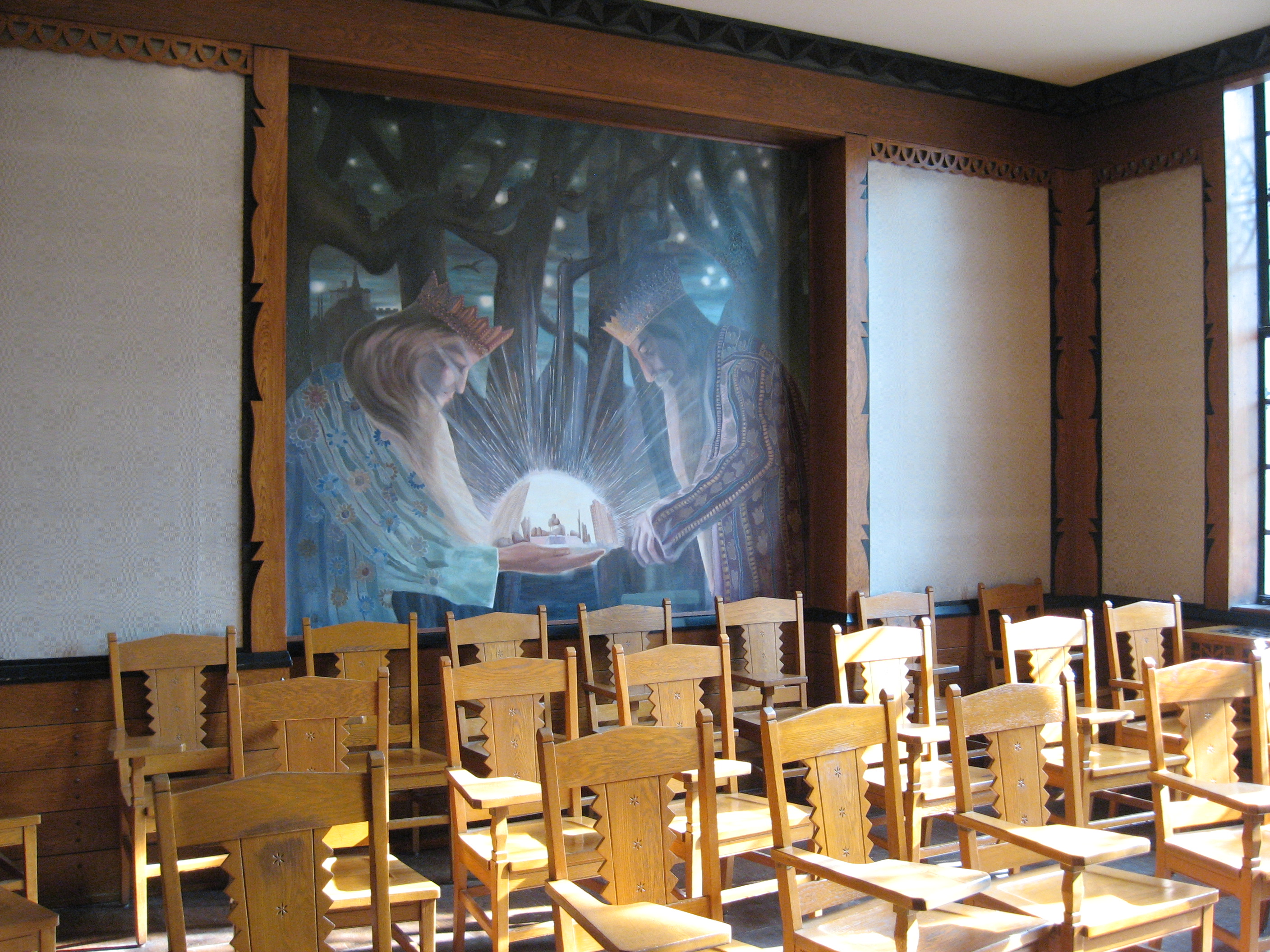
リトアニア
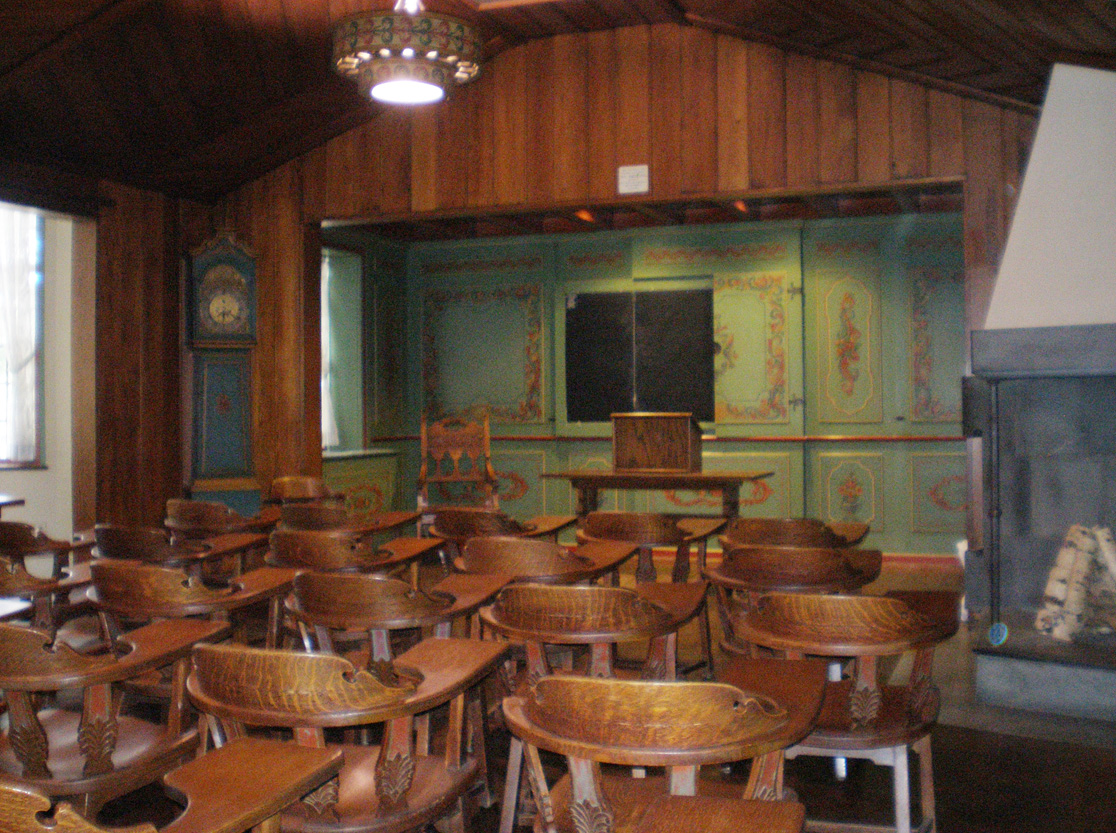
ノルウェー
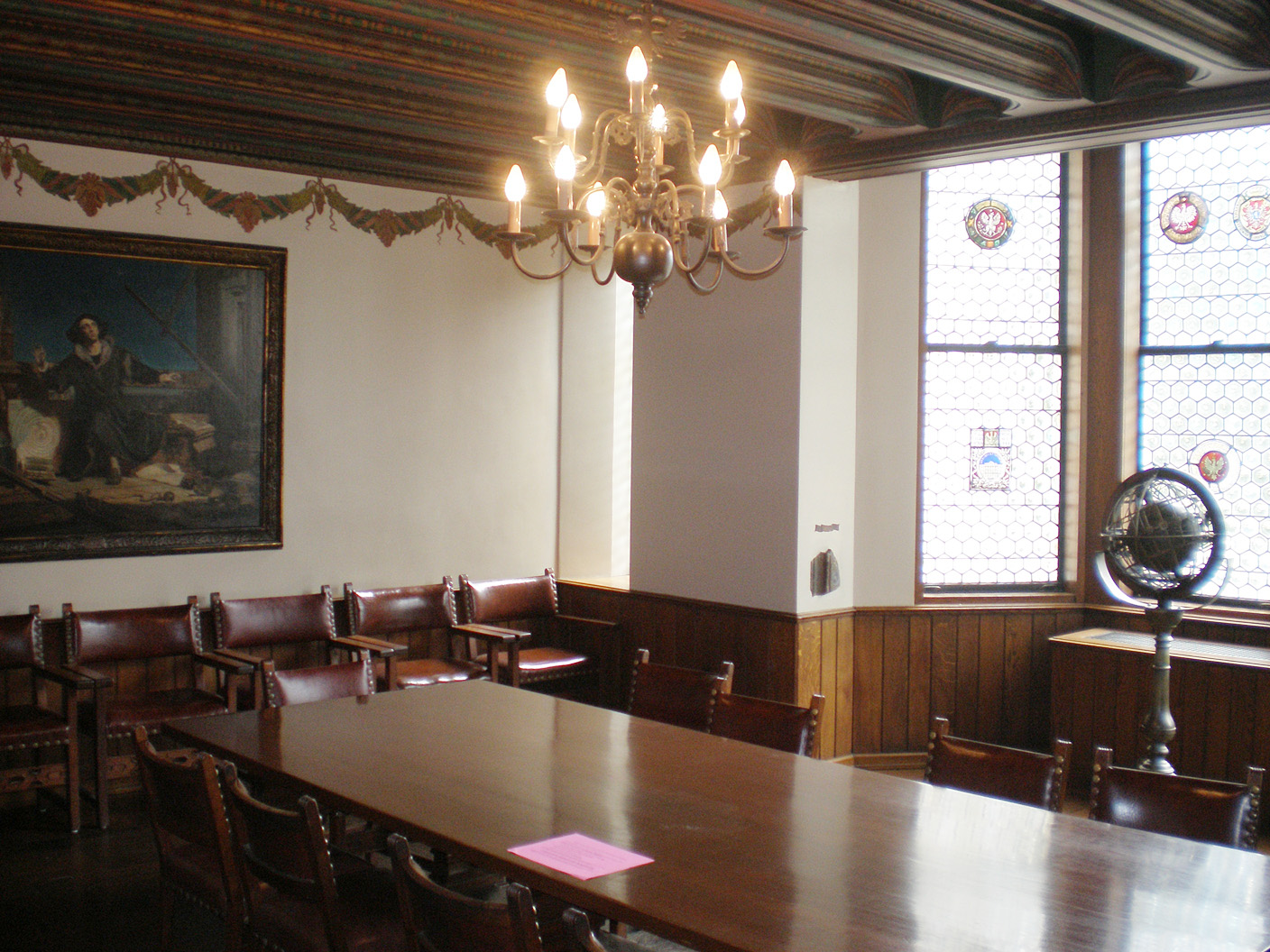
ポーランド
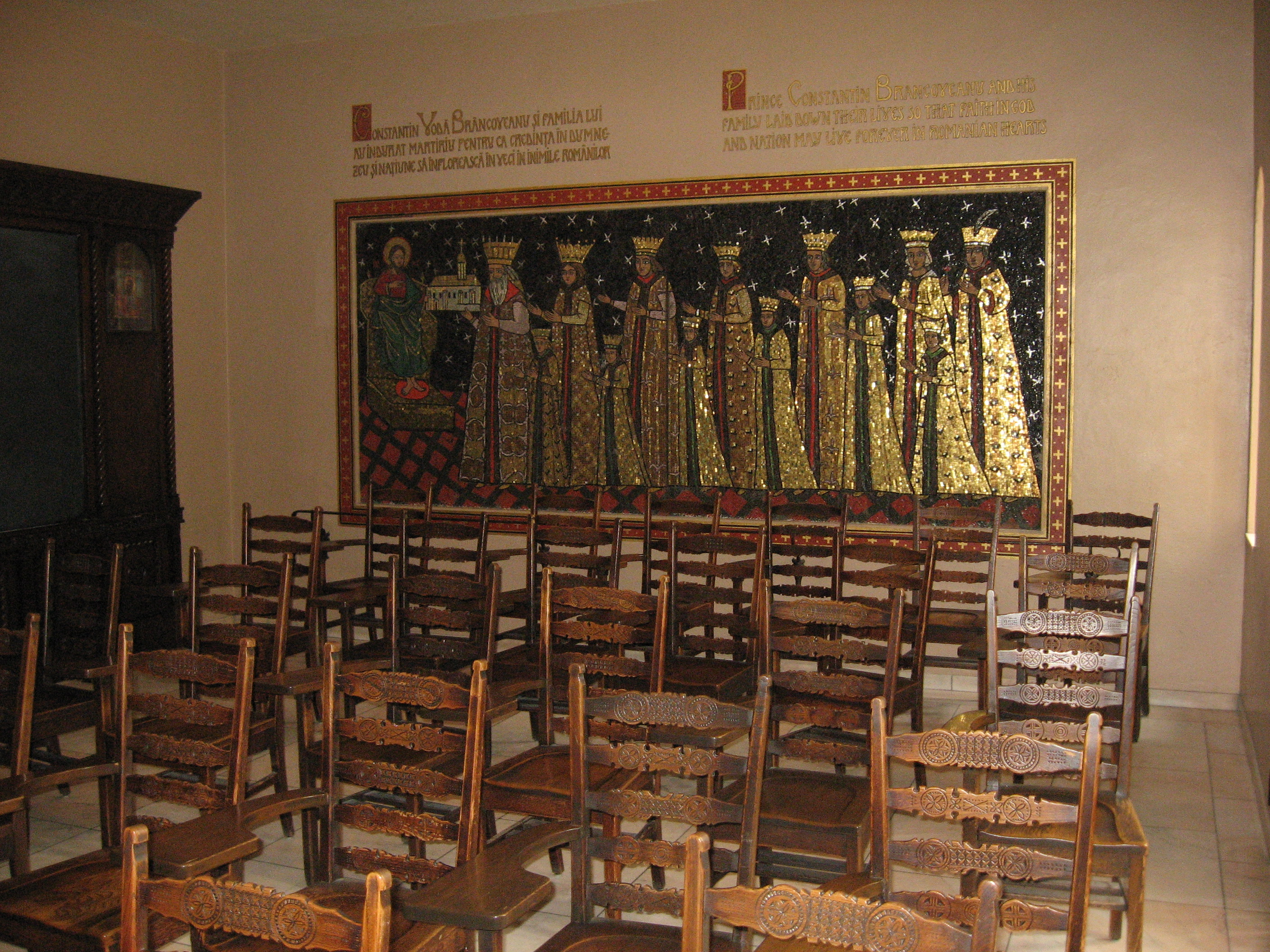
ルーマニア
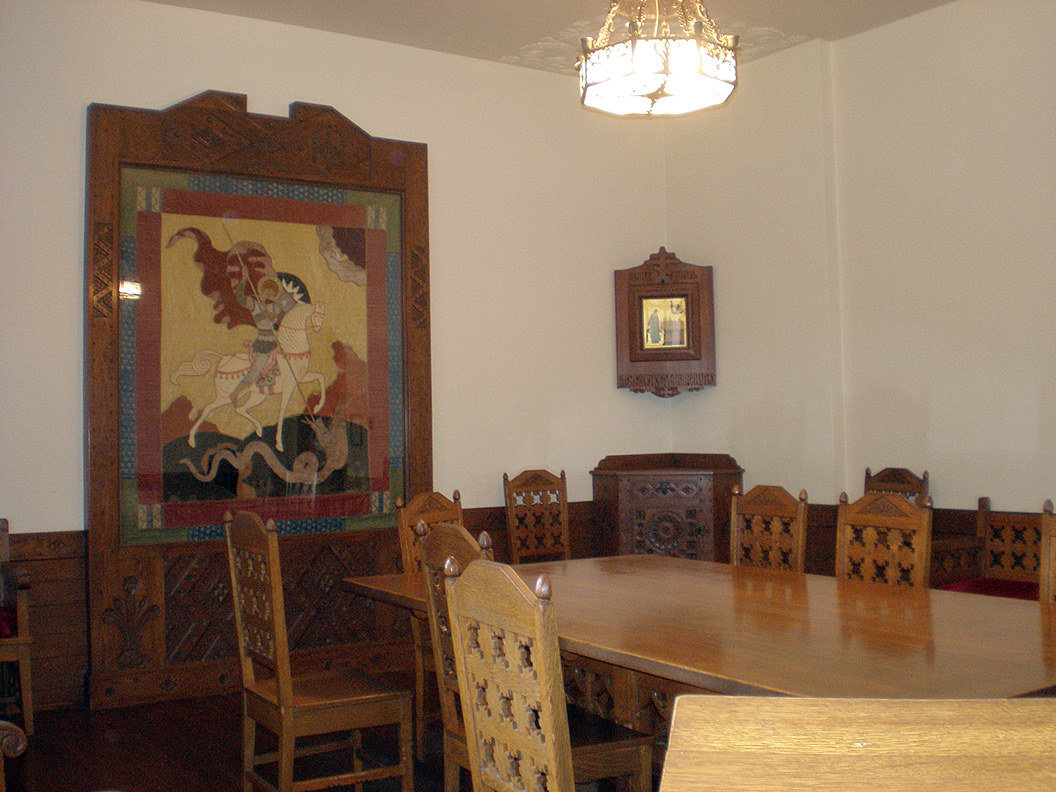
ロシア
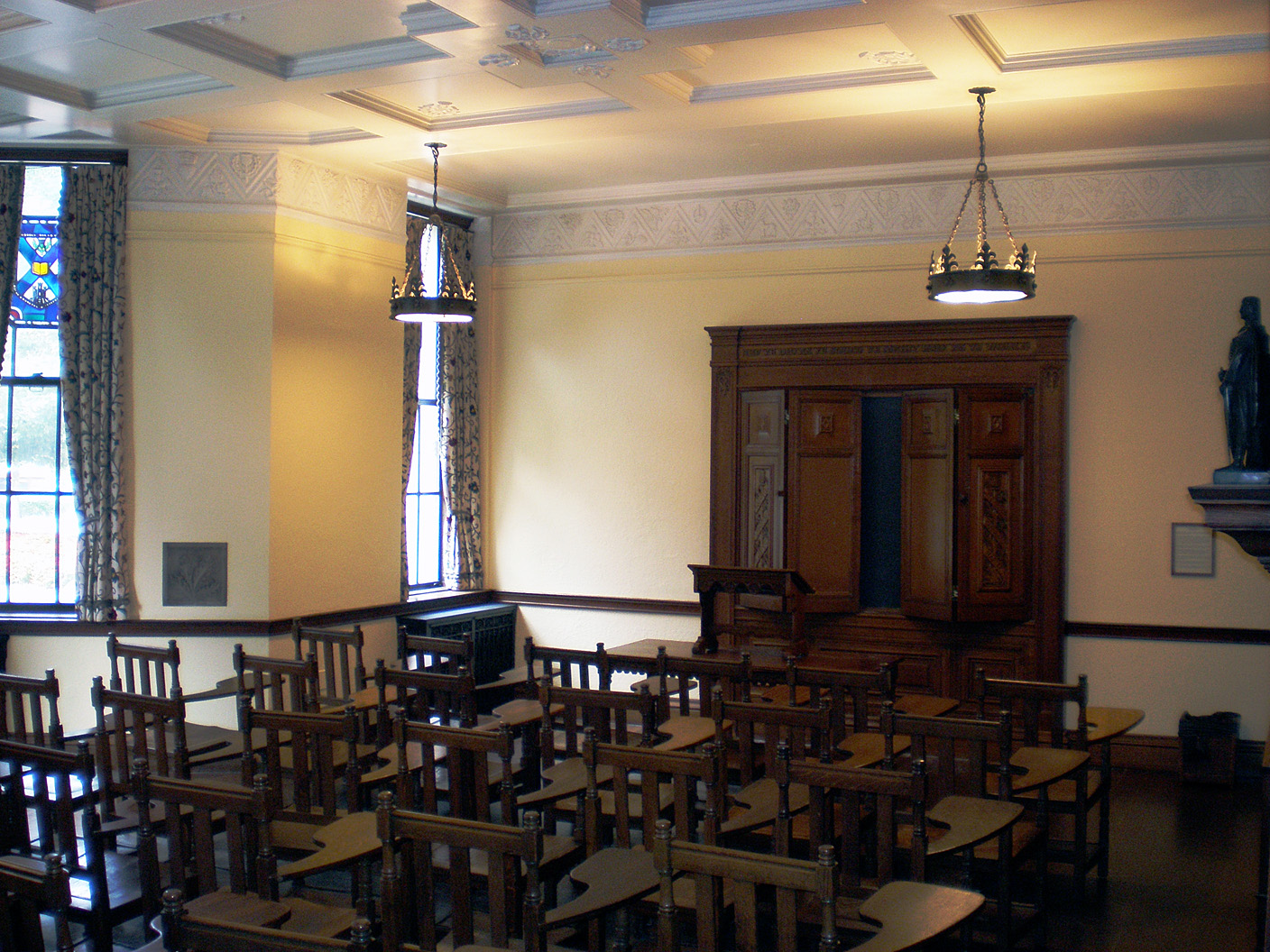
スコットランド
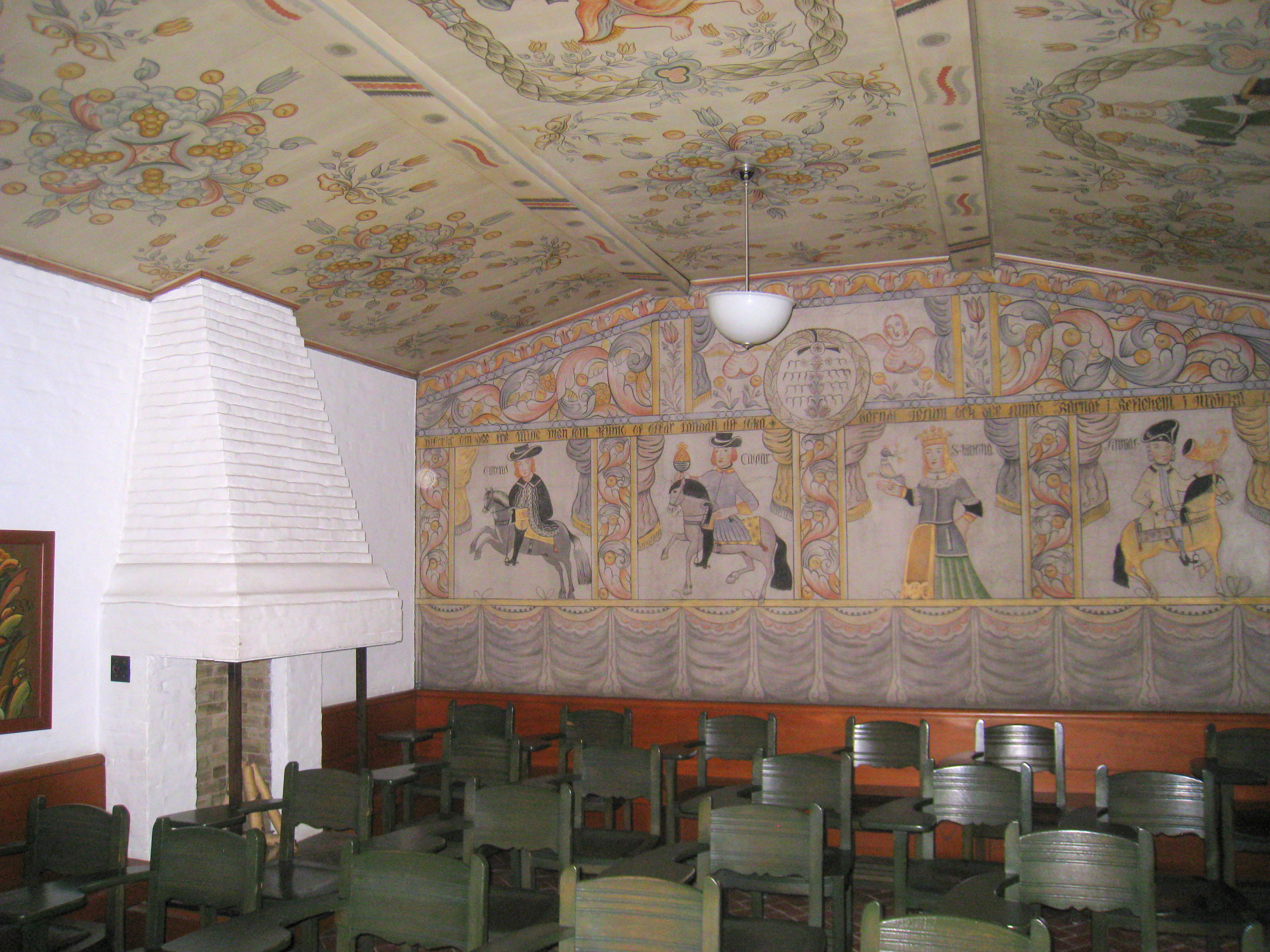
スウェーデン
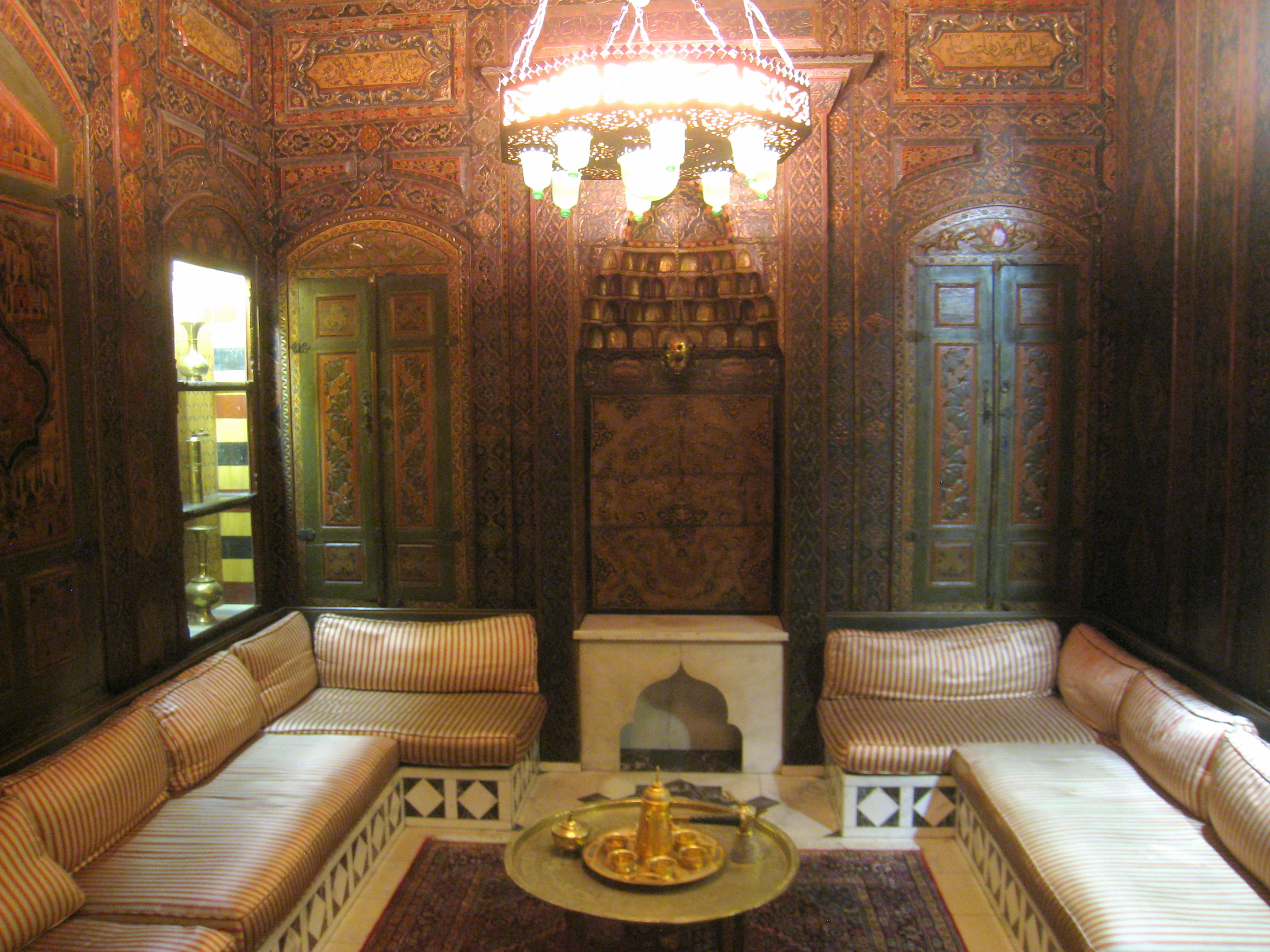
シリア・レバノン
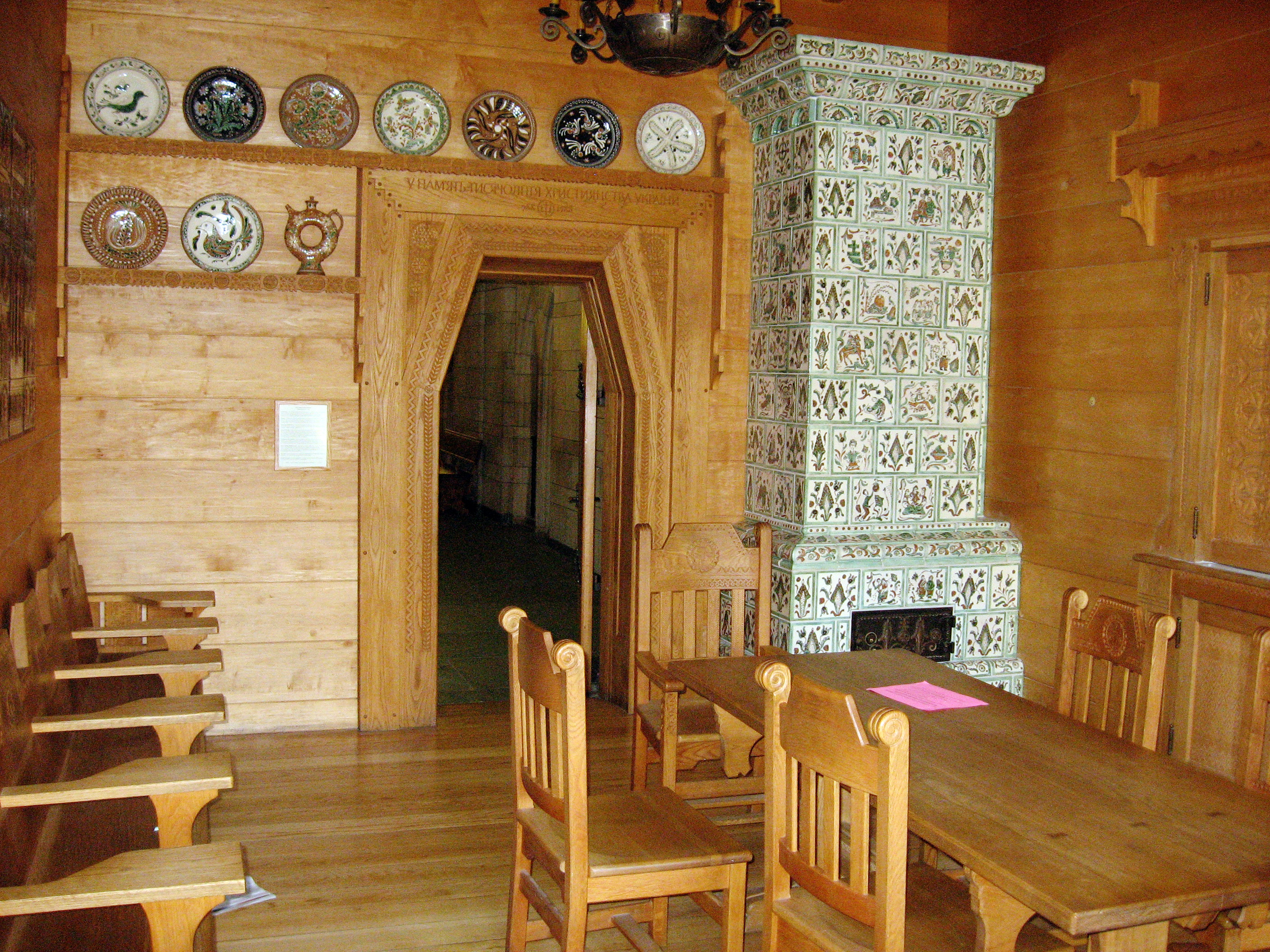
ウクライナ
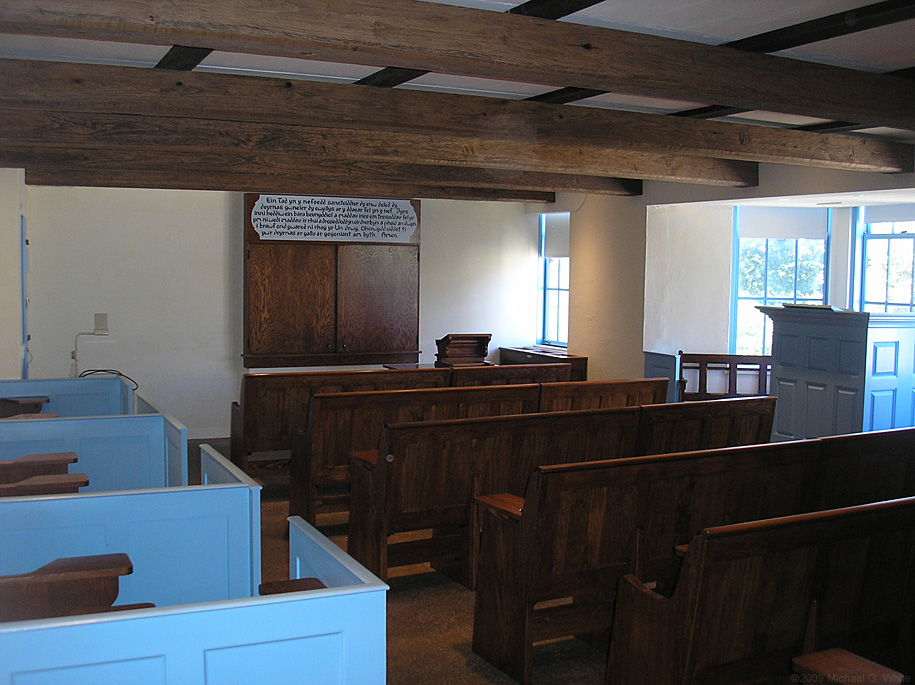
ウェールズ
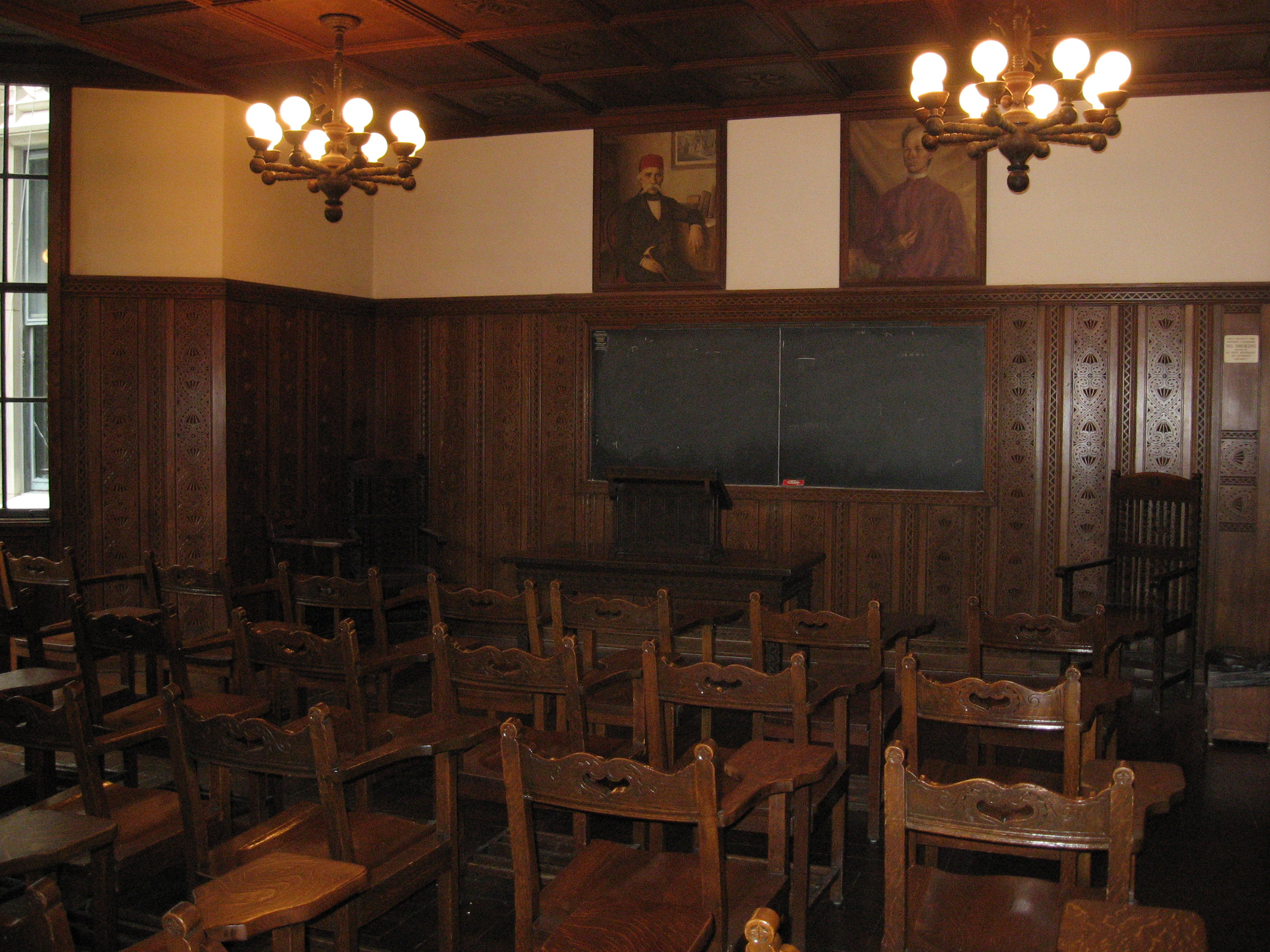
ユーゴスラビア

## 註
1. ↑  Alberts, Robert C. Pitt: The Story of the University of Pittsburgh, 1787-1987. p.129. Pittsburgh, Pennsylvania: University of Pittsburgh Press. 1986年. ISBN 0-8229-1150-7.
2. ↑  PENNSYLVANIA - Allegheny County. National Registry of Historial Places.com.
3. ↑  Dining Options Around Campus 2009-10. University of Pittsburgh. 2009年11月11日.
4. ↑  Cathedral of Learning - Room 324. Center for Instructional Development & Distance Education, University of Pittsburgh. 2009年12月23日.
5. ↑  Architecture Archived 2010年6月9日, at the Wayback Machine.. University Honors College, University of Pittsburgh.
6. ↑  Secrets of the Cathedral: Starting at the top. University Times. University of Pittsburgh.
7. ↑  qtd by James D. Trump. National Registry of Historic Places Inventory - Nomination Form: Cathedral of Learning. Pennsylvania's Historic Architecture & Archaeology. 1973年3月
8. ↑  Moscow State University. Emporis Research.
9. ↑  Bridges, Robert Seymore. Poetical Works of Robert Bridges: excluding the eight dramas. p.314. Ed. H. Frowde, Oxford University Press. 1912年.
10. ↑  ただしフランスの教室だけは例外で、フランス革命後、18世紀末から19世紀初頭の建築様式で造られている。
11. ↑  The Nationality Rooms: about nationality rooms Archived 2012年10月28日, at the Wayback Machine.. University of Pittsburgh.
12. 1 2  Alberts, Robert C. Pitt: the Story of the University of Pittsburgh, 1787-1987. p.135. Pittsburgh, Pennsylvania: University of Pittsburgh Press. 1986年. ISBN 0822911507.
13. ↑  Pitz, Marylynne. Welcome to Wales: Pitt nationality classroom reflects country's ties to Pennsylvania. Pittsburgh Post-Gazette. 2008年5月28日.
14. ↑  Nationality Rooms: Rooms in Planning Archived 2010年5月28日, at the Wayback Machine.. The Nationality Rooms Programs, University of Pittsburgh.